# 레이디 가가
레이디 가가(영어: Lady Gaga, 1986년 3월 28일 ~ )는 미국의 음악가, DJ, 고고 댄서, 배우, 사업가, 싱어송라이터, 프로듀서, 배우, 사업가, 사회 운동가이다. 본명은 스테퍼니 조앤 앤젤리나 제르마노타(영어: Stefani Joanne Angelina Germanotta 저마노타[*])이다.
창의적이고 파격적이며, 실험적인 작품을 추구하는 것으로 유명하다. 10대 때부터 학교나 클럽 등 다양한 장소에서 공연을 하기 시작했으며, 연기도 경험했다. 뉴욕 대학교 소속 티시 예술대학에 입학해 콜라보레이션 예술 프로젝트 21 활동을 하며 학업을 이어가다가 더 넓은 음악 경력을 쌓기 위해 중퇴했다. 데프 잼 레코딩스와의 계약을 끝낸 후 소니/ATV 뮤직 퍼블리싱의 작곡가로 일하다가, 2007년 에이콘의 도움으로 인터스코프 레코드, 콘 라이브와 공동 계약을 맺는다. 2008년 가가는 일렉트로닉 팝 장르의 데뷔 음반 "The Fame"을 발매해 싱글 'Just Dance'와 'Poker Face'를 잇따라 빌보드 핫 100 1위에 올리면서 유명해지기 시작했다. 그리고 2009년 싱글 'Bad Romance', 'Telephone', 'Alejandro'가 수록되어 있는 리패키지 음반 "The Fame Monster"를 발매해 연속 흥행을 시키고, 이 음반을 통해 MTV 비디오 뮤직 어워드에서 올해의 뮤직 비디오를 비롯해 8관왕을 차지하고, 그래미 어워드에서 최우수 팝 보컬 음반을 비롯해 3관왕을 차지하면서 음악적 · 상업적으로 모두 성공하게 되었다.
2011년 가가는 일렉트로닉 락과 테크노 팝을 실험한 두 번째 정규 음반 "Born This Way"를 발매해 첫 빌보드 200 1위를 차지했다. 또한, 음반 초동은 백만 장 이상을 기록했다. 이 음반의 싱글 "Born this Way"는 빌보드 핫 100 1위를 차지하고, 아이튠즈에서 일주일도 안 지나서 100만 건이 넘는 다운로드를 기록해 최다 다운로드 건수를 기록한 곡이 됐다. 2013년 발매된 EDM을 실험한 세 번째 정규 음반 "Artpop"과 2014년 발매된 토니 베넷과의 듀엣 음반 "Cheek to Cheek", 2016년 발매된 소프트 락을 실험한 네 번째 정규 음반 "Joanne" 모두 빌보드 200 1위에 올렸다.
가가는 음악적 성과 외에도 2015~2016년 방영된 '아메리칸 호러 스토리 시즌 5 : 호텔'에서 주연을 맡으며 연기에 도전했고, 이 작품으로 골든 글로브 여우주연상을 수상했다. 2018년에는 영화 "스타 이즈 본"에서 주연을 맡아 좋은 평가를 받았고, OST 음반 "A Star Is Born"은 큰 성공을 거두어 BAFTA 최우수 영화 음악상을 받았고, 이 음반 역시 빌보드 200 1위에 올라 2010년대 빌보드 200 5연속 1위를 기록한 유일한 여성 가수가 되었다. 특히 가가와 브래들리 쿠퍼가 듀엣한 이 음반의 싱글 'Shallow'는 빌보드 핫 100 1위를 차지했으며, 이 싱글을 통해 2개의 그래미 어워드, 오스카상, 아카데미상, 그리고 골든 글로브상을 수상했다.
레이디 가가는 전 세계 약 2,700만 장의 음반 판매량과 1억 4,600만 장의 싱글 판매량을 기록해 역대 최다 음반 판매량을 기록한 가수 중 한 명이다. 가가는 다수의 기네스 세계 기록, 9개의 그래미 어워드, 3개의 브릿 어워드를 수상했으며, 작곡가 명예의 전당과 미국 패션 디자이너 협회상도 수상했다. 가가는 빌보드 선정 올해의 가수에도 올랐으며, 매년 포브스 선정 세계에서 가장 영향력 있는 100인과 가장 많은 수익을 기록한 가수 상위권에 포함되었다. 가가는 VH1 선정 음악계에서 가장 위대한 여성 100인 중 4위에 올랐으며, 2015년에는 빌보드 올해의 여성으로 선정되기도 했다. 가가는 LGBT 권리와 관련된 운동을 비롯해 다수의 자선 활동과 사회 활동으로 잘 알려져 있고, 자신이 설립한 비영리 단체 Born This Way 재단을 통해 청소년에게 희망을 주고 따돌림 피해 아동을 돕는 등 사회 문제 해결에 주력하고 있다.

## 생애

### 1986년 ~ 2005년: 어린 시절
레이디 가가는 뉴욕 용커스에서 스테파니 조앤 앤젤리나 저머노타라는 이름으로 이탈리아계 미국인 부모의 2녀 중 장녀로 태어났다. 프랑스계 캐나다인 혈통을 가지고 있다. 아버지 조지프 저머노타는 인터넷 기업가였으며, 어머니 신시아는 남편의 전자 통신 보조원으로 일하고 있었다. 7세 때 맨해튼의 줄리아드 초등학교에 입학할 예정이었지만, 뉴욕에 위치한 사립 가톨릭 학교 콘벤트 오브 더 세크레드 하트 고등학교 (CSH)에 다니게 되었다. 당시 지인에 따르면 가가는 학교에 적응을 잘 못했다고 했다.
가가는 어렸을 때 부모님으로부터 음악적 영향을 크게 받았다. 아버지는 핑크 플로이드나 비틀즈, 빌리 조엘, 엘튼 존 등의 음악을 가가에게 들려주었다. 어머니가 예절 교육 차원으로 4세 때부터 피아노를 배우게 한 이래 13세 때 첫 번째 피아노 발라드를 작곡하였고, 14세 때는 오픈 믹 나이트에서 연주하기 시작했다. 17세 때는 뉴욕 대학의 티시 예술학부에 조기 지원 입학하여를 공부하기 시작했다. 그곳에서 가가는 예술, 종교, 정치에 관한 주제를 담은 분석 논문과 작곡 에세이를 통해서 자신의 음악 실력을 연마하였으나, 1년 재학하다 중퇴하였다.
스무 살이 되어 그녀는 인터스코프 레코드에서 작곡가로 일하기 시작하였고 푸시캣 돌스와 같은 대중 가수들의 노래를 썼다. 독립한 후, 가가는 맥킨 펄시퍼, SG밴드와 함께 뉴욕 라워 에스트 사이드 클럽 무대에서 공연을 시작했다. 무대의 전형적인 로큰롤과 차별화된 음악을 원했던 가가는 대중 음악에 초점을 맞추기로 결심하고 벌레스크 쇼를 시작하였다. 마약을 하고 벌레스크 쇼에서 공연을 하던 그녀의 모습을 보았던 아버지에 대해, 훗날 가가는 다음과 같이 회고하였다. "아버지는 몇 달간 나와 만나려고 하지 않았다... 아버지는 내가 끈이 달린 가죽옷을 입고 다니는 것을 보기가 힘들었을 것이다. 아버지는 단지 그것을 이해할 수 없었던 것이다."
예명 '레이디 가가'는 이 당시 함께 녹음 작업을 했던 음악 제작자 롭 후사리가 붙여 주었다. 그녀의 보컬 스타일이 프레디 머큐리와 비슷한 것을 보고 1984년 퀸의 싱글 "라디오 가가"를 따서 지은 가가 (Gaga)라는 예명을 쓰게 되었다. 후사리는 가가의 초기 곡인 "Disco Heaven", "Dirty Ice Cream", "Beautiful, Dirty, Rich"와 같은 노래를 작곡하는 데 도움을 주었다.

### 2005년 ~ 2007년: 데뷔 이전

애틀랜타의 바에서 공연을 하고 있는 가가

가가는 원래 19세 때 데프 잼과 계약을 한 적이 있는데, 경영진이었던 L.A.레이드 사무실 복도에서 가가가 노래를 부르는 것을 들은 것이 계기가 되었다. 그러나 가가는 레이드와 단 한 번도 만나지 못했다. "난 그가 내 노래에 대해 미팅을 가져 줄 것을 기대하면서 한 시간 동안 그의 사무실 밖에서 기다린 적도 있다. 하지만 그런 일은 일어나지 않았다." 레이드는 석 달 뒤 그녀와의 계약을 해지하였다.
2년 후인 2008년 1월, 음반 회사 경영진 빈센트 허버트를 통해 인터스코프와 계약을 하였다. 음악적 재능과 여러 가수들의 노래를 작곡했던 다양한 경력(퍼기, 푸시캣 돌스, 브리트니 스피어스, 뉴 키즈 온 더 블록 및 에이콘의 콘빅트 레이블)을 인정받은 것이었다. 2007년 초부터 인터스코프 의장 지미 아이오빈은 가가의 음악에 많은 관심을 가졌고, 그녀가 스트림라인/인터스코프를 통한 레이블 계약과 싱어송라이터인 에이콘과 곡 작업을 할 수 있도록 주선하였다. 에이콘은 자신의 트랙을 위한 그녀의 참고용 노래를 듣고 가가의 가창력이 매우 뛰어나다는 것을 알게 되었다. 이에 따라 에이콘은 아이오빈을 설득하여 자신의 레이블인 콘 라이브 배급사와 그녀의 계약을 체결하였다.
계약을 맺지 않은 공백 기간인 2007년 동안 레이디 가가는 자신과 비슷한 예명을 가진 라워 에스트 사이드의 락 DJ, 고고 댄서이자 행위 예술가인 레이디 스타라이트와 공동으로 작업하였다. 레이디 스타라이트는 가가의 무대 의상을 제작하는 데 도움을 주었다. 둘은 머큐리 라운지, 비터 엔드, 록우드 뮤직 홀과 같은 도심의 클럽에서 연주 공연을 시작하였으며, 행위 예술 공연인 "레이디 가가와 스타라이트 리뷰" (Lady GaGa and the Starlight Revue)를 선보이기도 했다.. "The Ultimate Pop Burlesque RockShow"라는 표현이 달린 이들의 공연은 1970년대 다양하게 행해졌던 로우 파이 경향의 공연에 대한 찬사였다. 2007년 8월, 레이디 가가와 스타라이트 리뷰는 미국 뮤직 페스티벌인 롤라팔루자에 초청작이 되었고, 거침없는 공연으로 관객들을 충격으로 몰아넣었다. 쇼는 극찬을 받았고, 그들의 공연은 열광적인 반응을 얻었다.
팝 멜로디와 데이비드 보위, 퀸의 빈티지 글램 락을 믹스하는 것으로 가가는 아방가르드와 일렉트로닉 댄스 음악에 바탕을 둔 자신의 음악적 터전을 찾게 된다. 가가는 이에 대해 다음과 같이 말하였다. "퀸과 데이비드 보위는 나에게 열쇠였다... 그들을 발견하기 전까지는 나는 무엇을 해야 할지 몰랐다. 뉴욕의 록 클럽에서 활동할 때에 많은 음반 제작사들이 나를 너무 연극적이라고 생각했고, 뮤지컬 공연 오디션을 볼 때 감독으로부터 너무 팝적이라는 말을 듣기도 했다." 에이콘의 협력 아래 가가는 제작자 레드원과 함께 데뷔 앨범을 위한 새로운 곡들을 만들기 시작한다. 기존의 보위와 퀸에게 영감을 받은 곡들과 일렉트로 글램을 바탕으로 가가는 그녀의 레트로 댄스 비트와 어반 멜로디, 팝 코러스, 약간의 로큰롤을 접목시키려는 시도를 했다. 이 때, 처음으로 제작한 "Boys, Boys, Boys"는 머틀리 크루의 히트곡 "Girls, Girls, Girls"와 AC/DC의 "T.N.T."의 영향을 받았다.

### 2008년 ~ 2010년: 데뷔 및 전성기 · "The Fame"과 "The Fame Monster"

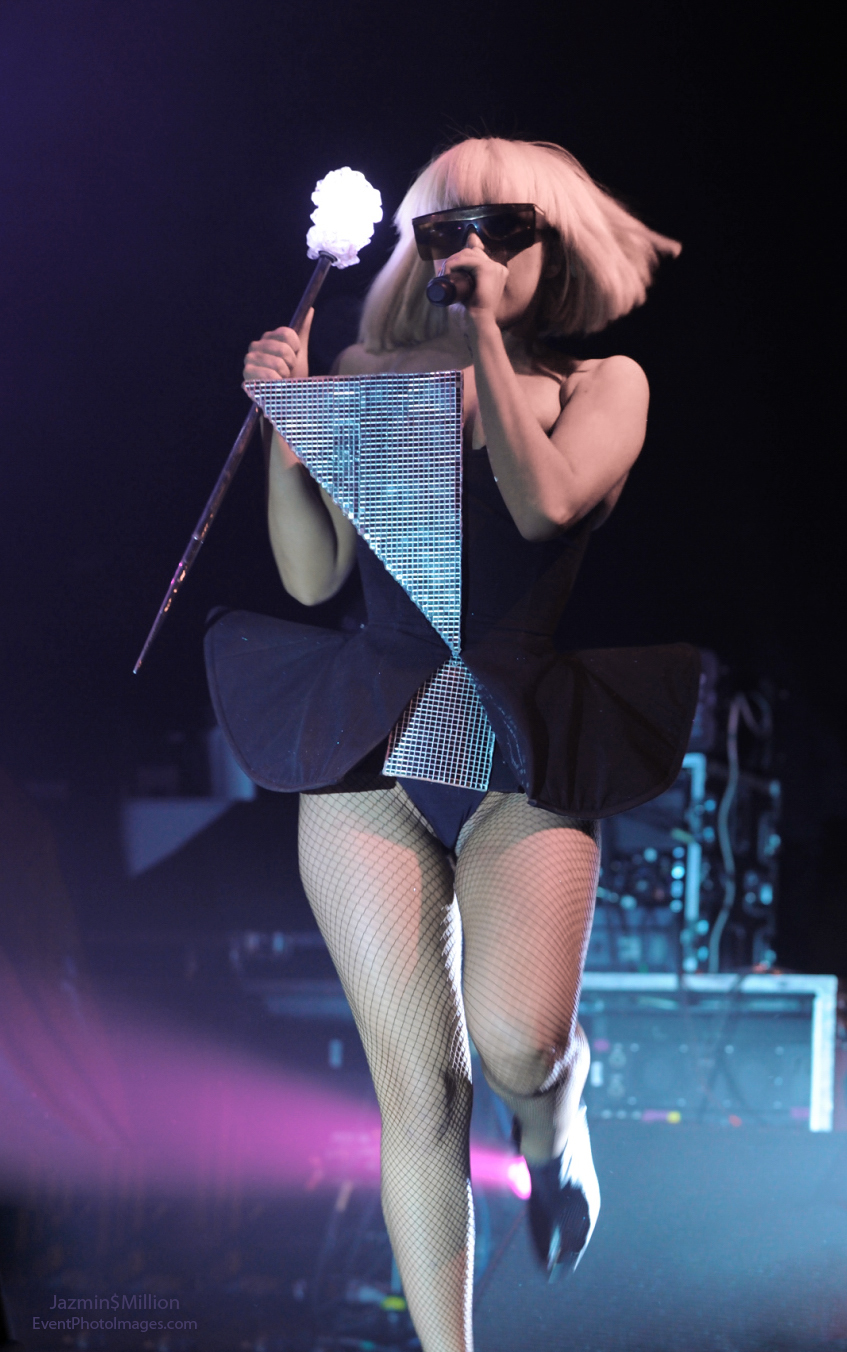
2009년 3월 The Fame Ball Tour 중 가가.

2008년 가가는 로스앤젤레스로 자리를 옮겨 레코드 레이블과 데뷔 음반 The Fame의 세밀한 마무리 작업을 마쳤다. 가가는 이 음반에 대해서 다음과 같이 말하였다. "The Fame은 어떻게 누구나 유명해진 것처럼 느낄 수 있는가에 대한 앨범이다. 팝 문화는 예술이다. 팝 문화를 혐오한다는 것이 당신을 멋있는 사람으로 만들어 주지는 않는다. 그러니까 나는 팝을 감싸 안았고, 여러분은 The Fame을 들으며 그것을 알 수 있을 것이다. The Fame의 유명세는 공유할 수 있는 유명세이다. 나는 여러분 모두를 파티로 초대한다. 나는 사람들이 이러한 라이프스타일의 일부를 느끼길 원한다." 또 이 음반에서 "데프 레퍼드 드럼과 박수에서 어반 트랙의 메탈 드럼까지" 여러 가지 다양한 장르와의 "결합"을 이루었다고 설명했다. 가가는 의상과 무대 세트, 음향을 담당하는 집단 '하우스 오브 가가(Haus of GaGa)'와 함께 일하기 시작했다. "가요 업계에서는 많은 스타일리스트와 제작자들을 접하게 된다. 그러나 하우스 오브 가가는 나만의 창작 팀이다. 앤디 워홀의 팩토리를 모델로 하고 있다. 모든 구성원이 26세 이하이고 우리는 모든 것을 함께 한다." The Fame은 비평가들에게 대부분 긍정적인 평가를 받았다. 메타크리틱의 음악 평가단은 이 음반에 100점 만점에 평균 71점을 주었다. '타임 온라인'은 "보위풍의 발라드, 드라마틱, 퀸의 영향을 받은 미드템포 노래와 신시사이저 바탕의 댄스 트랙은 신선한 재미를 준다."고 설명하였다. 음반의 대표 싱글인 "Just Dance"는 2008년 4월 8일 발매되었으며, 7개국에서 1위를 기록했다. 미국에서는 10월부터 라디오 방송 차트에 오르기 시작하였고, 2009년에 "Just Dance"가 1위로 등극하면서 가가의 첫 번째 미국 1위 싱글이 되었다. 두 번째 싱글인 "Poker Face"는 2008년 9월 29일 발매되어 세계 주요 음악 시장을 모두 포함하여 12개국에서 1위를 달성했다. "Poker Face"를 통해 가가는 2009년 4월 빌보드 핫 100에 이전 싱글에 이어 1위에 올랐다.

2010년 3월 The Monster Ball Tour에서 "Speechless" 공연 중.

The Fame은 오스트리아, 영국, 캐나다, 아일랜드에서 음반 차트 1위를 기록하였으며, 오스트레일리아에서는 4위를 기록했다. 이후에 하우스 오브 가가가 미국 시장에 더욱 중점을 두면서 가가는 당시 컴백한 인터스코프 소속의 팝 그룹 뉴 키즈 온 더 블록과 함께 첫 콘서트 투어를 가졌다. 2008년 10월 8일 로스앤젤레스에서 함께 공연을 시작하였으며, 11월 말까지 계속되었다. 그녀는 그룹의 새 음반 The Block의 수록곡 Big Girl Now의 피처링으로 참여하기도 하였다. 2008년 10월 말 가가는 미국에서 The Fame을 발매하였고, 빌보드 200에서 17위로 데뷔하였다. 음반은 첫 주에 2만 4천 장이 팔렸으며, 순위에서는 최고 2위까지 올라간 바 있다. 당시 전 세계에서는 약 230만 장이 판매되었다. 이러한 인기 속에 2008년 12월 5일, 가가는 최고의 떠오르는 가수를 소개하는 BBC 2009년의 사운드 목록에 올랐다. 2009년 1월부터 5월까지 가가는 푸시캣 돌스의 유럽과 오세아니아 지역 투어의 서포트 공연을 해왔다. 투어는 1월 18일 스코틀랜드 애버딘을 시작으로 5월 30일 오스트레일리아 퍼스를 마지막으로 종료하였다. 가가의 "Just Dance"는 그래미상에서 베스트 댄스 레코딩 부문 후보에 올랐으나, 상은 다프트 펑크의 "Harder, Better, Faster, Stronger"에게 돌아갔다. 2009년 2월 18일 가가는 록 밴드 더 킬러스의 브랜든 플라워즈와 함께 2009년 BRIT 어워즈에서 전자 댄스 듀오 펫 샵 보이즈의 무대에 참여했다. 펫 샵 보이즈는 가가와 플라워즈가 그들의 마지막 순서인 1985년 싱글 "West End Girls"에 참여하였을 때 인기를 끌었던 노래의 메들리를 공연하였다. 가가의 첫 북아메리카 투어 공연인 The Fame Ball Tour는 2009년 3월 12일 시작하였으며, 좋은 평가를 받았다. 사전에 가가는 팬들에게 다가올 공연에서는 높은 수준의 극적인 요소를 기대할 수 있을 것이라고 약속하며 다음과 같이 언급하였다. "팝 엔터테인먼트 예술, 멀티미디어, 패션, 기술, 영상, 영화와 같은 앤디 워홀 컨셉에 더욱 가까워지기 위해 주의를 기울이고 있다. 공연에서는 이러한 영역들을 모두 보여줄 것이며, 박물관 쇼를 보는 체험이 될 것이다." 5월 오스트레일리아에서 푸시캣 돌스를 위한 합동 공연을 하면서 평론가들에게 호평을 받았으며, 푸시캣 돌스보다 그녀의 공연이 주목을 받았다는 평가도 있었다. 북아메리카 공연이 끝나자 2009년 8월 9일에는 대한민국 서울의 올림픽공원 올림픽 홀에서 공연을 하였다. 또한 공연 중 입은 의상은 '롤링 스톤'지의 2009년 5월 표지에서 플라스틱 비누 거품 의상을 입은 세미누드로 등장하여 화제가 되었다.
이후 리패키지 형식의 EP 음반 The Fame Monster를 준비하게 되고 첫 싱글 "Bad Romance"를 발표하였다. 미국에서는 2위를 차지했지만 영국, 캐나다, 독일, 스페인 등 약 18개 나라에서 정상을 차지하며 인기를 이어갔다. 연이어 세 번째 싱글 "Telephone"을 발매한다. 이 곡은 가수 비욘세가 피처링으로 참여한 곡으로 영국 싱글 차트에서 1위를 차지하였고 그외 국가인 오스트레일리아, 프랑스, 독일, 캐나다, 미국 등지에서도 탑 3위권 안에 드는 매우 성공적인 성적을 기록하였다. 또한 가가와 비욘세가 함께 출연한 "Telephone"의 뮤직비디오는 공개된 지 12시간 만에 50만 건이 넘는 인터넷 조회수를 기록하는 등 폭발적인 관심을 받았다. 그리고 2010년 열린 영국의 음악시상식인 브릿 어워드에서 3개 부문에서 후보로 올랐는데, 3개 부문 모두 수상을 하여 브릿 어워드를 휩쓸었다.

### 2011년 ~ 2012년: "Born This Way"

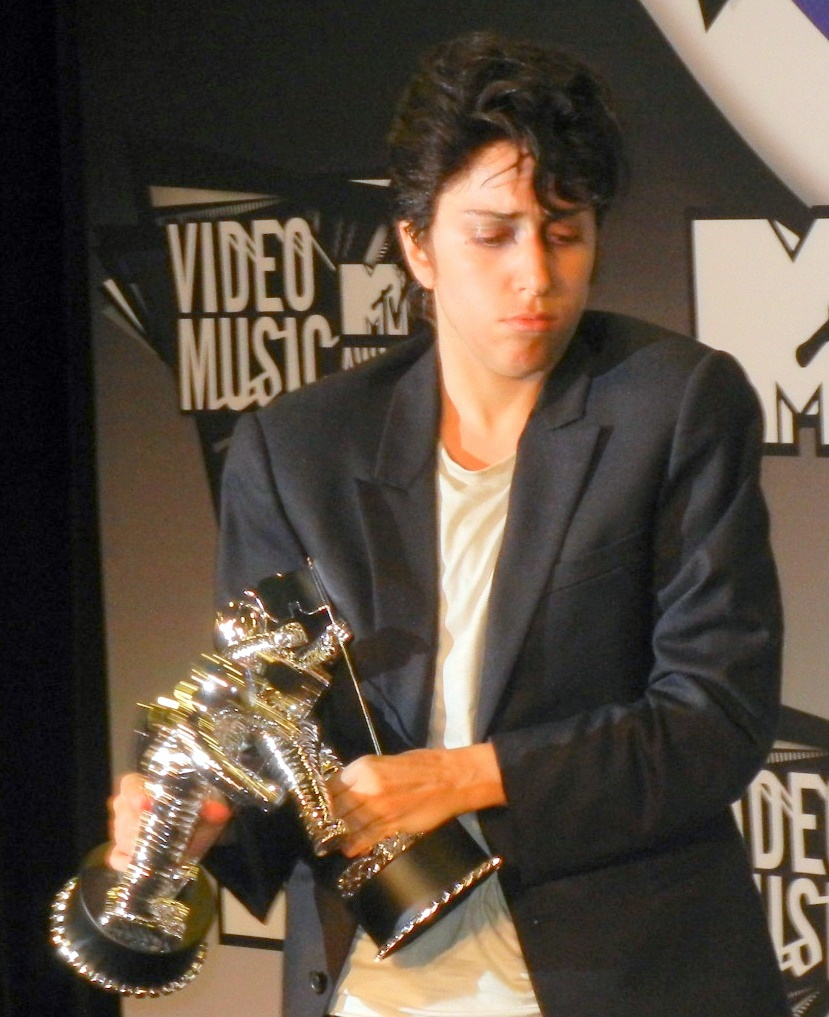
2011 MTV 비디오 뮤직 어워드에서 자신의 또 다른 자아 조 칼데론으로 분장하고 온 가가.

2011년 5월 23일 가가는 두 번째 정규 앨범 Born This Way을 발매했다. 가가는 일렉트로닉 음악과 메탈, 락앤롤, 팝, 성가와 같은 멜로디를 가미하고 큰망치로 내리치는 것과 같은 댄스 비트를 가졌다고 설명했다. 이어 "화제가 되었던 가발, 립스틱, 생고기 드레스보다 훨씬 더 심오스럽다"고 특징을 말했는데, 에이콘은 앨범을 듣고 음악이 "한 단계 더 진화"했다고 말했다. 발매되고나서 앨범은 평론가들에게 장르의 다양성과 가가의 보컬이 호평을 들으면서 대체로 긍정적인 평가를 받았다. Born This Way는 미국 발매 첫 주 1,108,000만 장을 팔아치우면서 빌보드 200 1위로 데뷔했고, 이 외에 20개 국가에서도 1위를 했다. 이후 세계적으로 800만 장에 이르는 판매량을 기록했고, Born This Way는 그래미 상 3개 부문 후보로 올랐는데, 특히 3년 연속 올해의 앨범 후보로 지명되었다. 2012년 3월 "빌보드"가 발표한 2011년 가장 많은 돈을 벌어드린 가수 순위 중 가가는 Born This Way 판매수익과 Monster Ball Tour 수익으로 25,353,039만 달러를 벌어들여 4위에 올랐다.
앨범을 발매하기 전 세 장의 싱글 "Born This Way", "Judas", "The Edge of Glory" 그리고 프로모션 싱글 "Hair"를 발매했다. 2월 13일 제53회 그래미 상에서 앨범과 동명의 리드 싱글 "Born This Way"를 선보이며 첫 공연을 펼쳤는데, 거대한 알속에서 등장해 노란색 란제리 룩을 입고 공연을 해 큰 화제를 모았다. "Born This Way"는 빌보드 핫 100 1위로 데뷔했고, 빌보드 핫 100 차트 1000번째 1위 노래라는 기록을 세웠다. 또한 발매되자마자 세계 여러 나라에서 상위권에 진입했고, 아이튠즈에서 5일 동안 100만 건을 판매해 아이튠즈 역사상 가장 빨리 팔린 싱글로 기록되었다. 2011년 10월까지 미국에서 300만 건의 디지털 건수를 올리면서 8장 싱글 연속 200만 건을 넘기게 되었고, 세계적으로는 820만 건이 넘는 디지털 판매량을 올렸다. 노래 뮤직비디오의 초현실적 이미지에서 새로운 생명의 탄생을 묘사하는 예술성과 주제의식이 평론가들로부터 좋은 평가를 받았다. 가가는 "Judas" 뮤직비디오에서 마리아 막달레나, 예수, 아스가리옷 유다와 같은 성경 인물들을 묘사해 종교 단체들로부터 비판을 받았으나, 몇몇 사람은 종교를 모욕한 적은 없다며 좋은 평가를 하기도 했다. "Judas"는 세계 주요 국가 차트 10위권에 진입했고, 온라인에서 먼저 좋은 반응을 얻고있던 "The Edge of Glory"는 평론가들로부터 비디오에 "사치스런" 노력과 같은 불필요한 것들을 모두 뺏다는 평과 함께 좋은 반응을 얻으면서 이후 싱글로 발매되었다. Born This Way의 다음 싱글로 "You and I"와 "Marry the Night"이 발매되었다. 두 곡의 비디오는 "미치도록 야심적이다"라며 좋은 평가를 받았지만, 이전 싱글들에 비해 세계적인 성공을 거두지는 못했다. 한편, 가가의 노래들은 2011년 영국 PPL에서 두 번째로 많이 재생되었다.

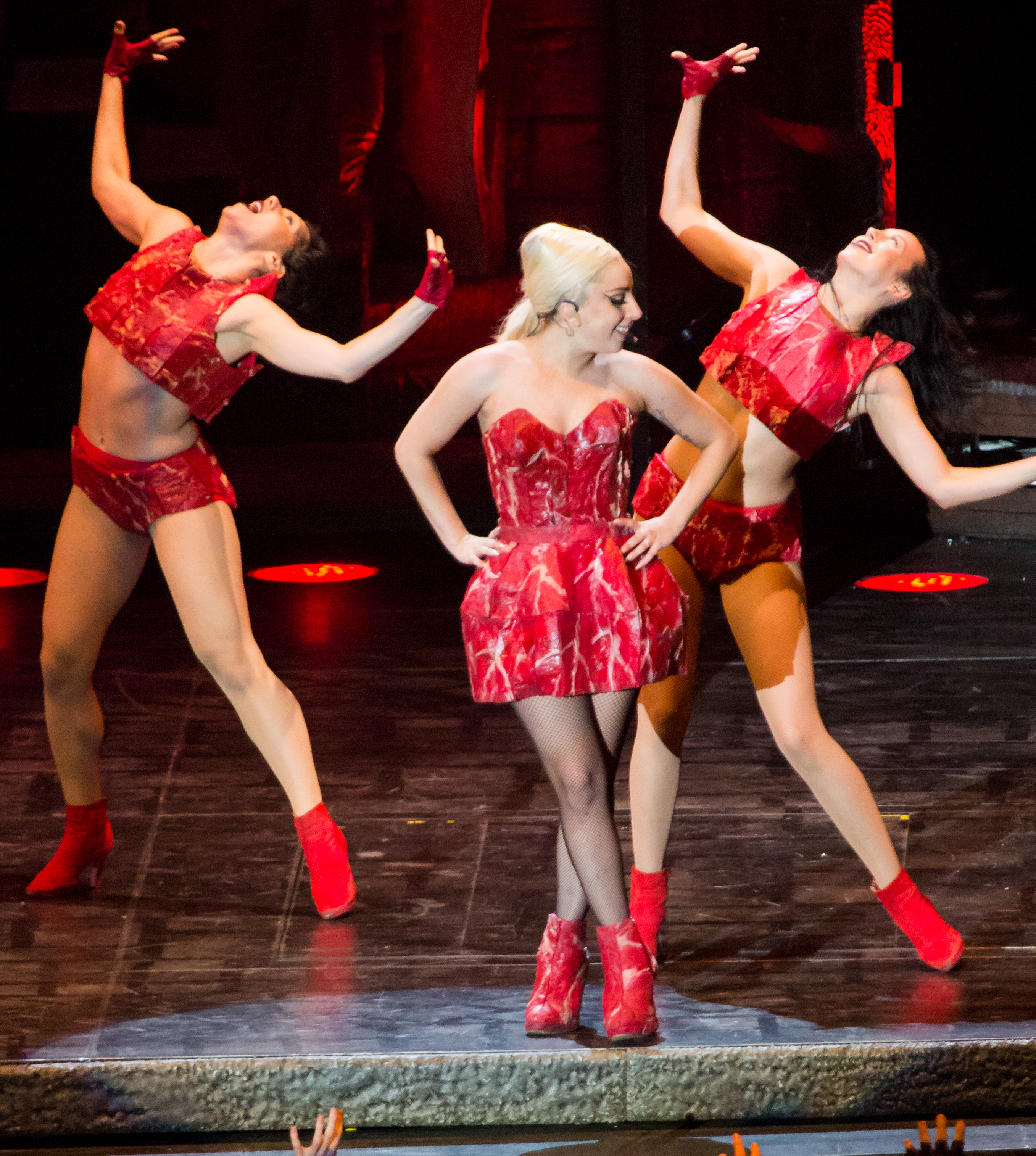
2012년 The Born This Way Ball Tour에서 "Americano" 공연 중의 가가.

2011년 동안 가가는 토니 베넷의 "The Lady Is a Tramp" 재즈 버전에 참여하는 등 베테랑 가수들과의 협연을 통해 음악적 노력을 계속했다. 가가는 셰어와 "massive", "beautiful"이라는 두 곡의 듀엣을 위해 예전부터 작곡을 해왔지만, 어떠한 앨범에도 수록되지 않았다. 또 엘튼 존과 함께 애니메이션 영화 "노미오와 줄리엣"에 OST 듀엣으로 참여했다. OST 곡 "Hello, Hello"는 가가의 보컬 없이 발매되었으나, 영화에서는 듀엣 버전으로 삽입되었다. 전 미국 대통령 빌 클린턴의 65번째 생일 기념 행사이자 Born This Way 프로모션 일환으로 시드니 타운홀에서 특별한 콘서트 공연을 펼쳤는데, 마릴린 먼로가 존 F. 케네디 전 대통령 앞에서 펼쳤던 유명한 공연을 참고해 금색 가발과 "You and I"의 가사를 바꿔 불렀다. 가가는 추수감사절을 맞아 A Very Gaga Thanksgiving이라는 제목의 텔레비전 스페셜 프로그램에 주인공으로 출연했는데, 미국 시청자 5,749,000명을 기록하고 평론가들로부터 호평을 받았다. 또 크리스마스를 맞아 A Very Gaga Holiday라는 제목의 네 번째 EP 음반을 발매했다. 가가는 두 번째 "새터데이 나이트 라이브" 출연에서 앤디 샘버그, 저스틴 팀버레이크와 함께 여러 가지 촌극을 했고, Born This Way의 일부분 노래도 불렀다. 또한 ABC의 Dick Clark's New Year's Rockin' Eve 40주년 방송에 출연해 타임스퀘어에서 Born This Way에 수록된 여러 노래 공연을 했다. 공연을 마치고 뉴욕 시장 마이클 블룸버그와 함께 12월 31일 자정 2012년 새해를 맞는 타임스 스퀘어 볼 행사에 참석했다. 2012년 가가는 "심슨 가족" 시즌 23 "Lisa Goes Gaga"라는 제목의 마지막 회차에 게스트로 출연했다. 2012년 6월 향수회사 코티와 손을잡고 Lady Gaga Fame이라는 가가의 첫 향수가 2012년 9월 세계적으로 출시된다고 발표했다. 2012년 12월 가가는 브루스 스프링스틴, 더 블랙 키스와 함께 롤링 스톤즈의 50주년 기념 콘서트에 출연해 "Gimme Shelter" 공연을 펼쳤다.
Born This Way 발매 이후 가가는 The Born This Way Ball이라는 월드 투어를 시작하겠다고 발표했고, 2012년 4월 서울 올림픽 주경기장에서 첫 공연을 했다. 세계적으로 총 110회로 예정되어 있는 투어는 상업적으로도 성공하고 평론가로부터도 좋은 평을 받았지만, 일부 보수단체에서는 비난했다. 이러한 비난의 대부분은 아시아 지역에서 일어났는데, 인도네시아 자카르타 투어에서 이슬람 단체들이 "악마의 문화를 확산시키고 있다"라며 투어 반대 시위를 벌였다. 이러한 반대에도 52,000장의 티켓이 며칠 만에 매진되는 등 예정대로 진행할 예정이었지만, 무력시위 위협 등으로 인해 전면 취소되었다. 2013년 2월 12일 가가의 오른쪽 엉덩이 관절와순이 파열되면서 Born This Way Ball 나머지 공연이 모두 무산되었다고 발표했다. 2월 20일 블로그에 엉덩이 수술을 받고 회복 중에 있다고 글을 올렸다.

### 2013년 ~ 2015년: 침체기 · "Artpop"과 "Cheek to Cheek"

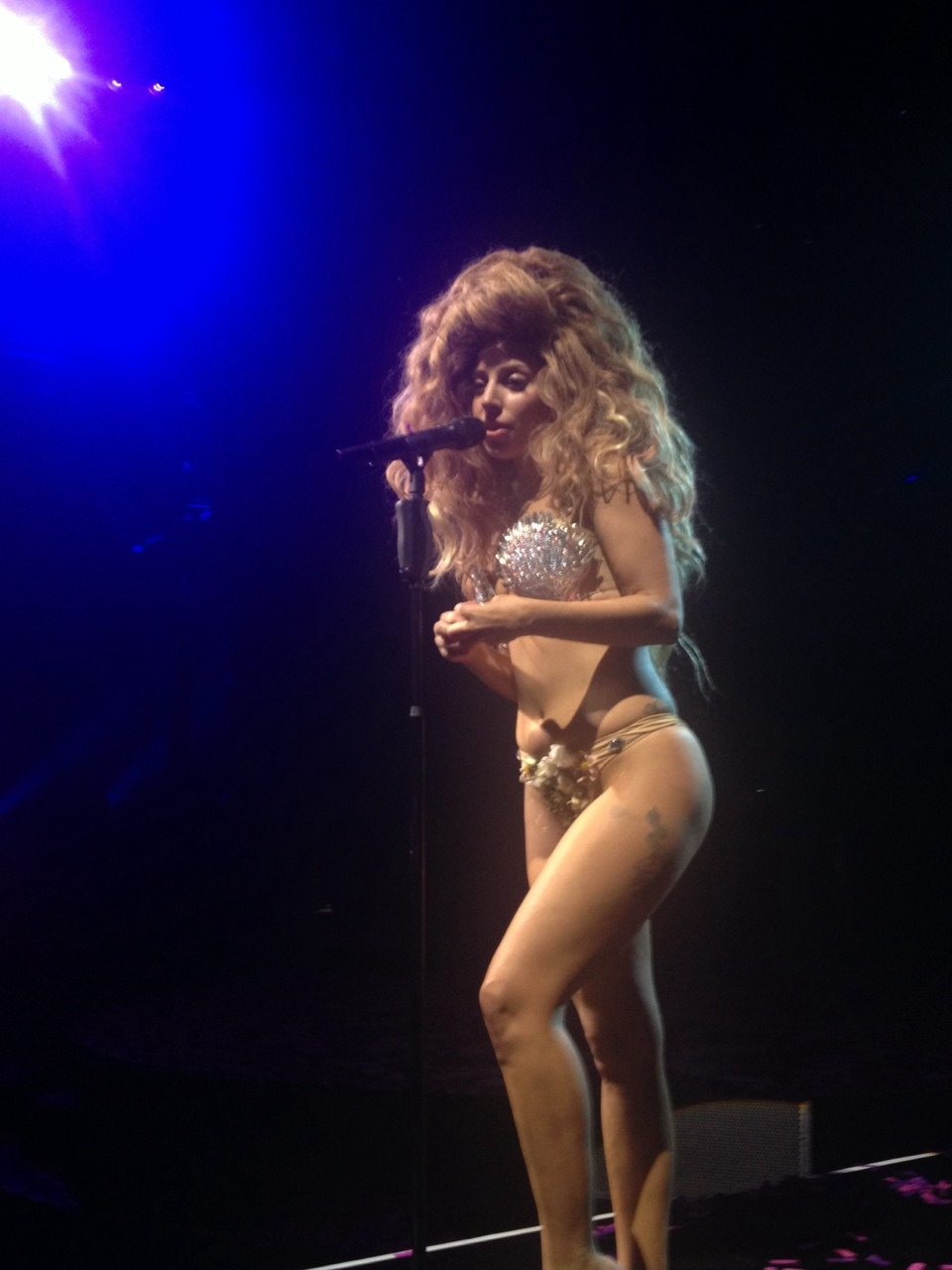
2013년 런던에서 열린 아이튠즈 페스티벌에서 가가.

2012년 초 가가는 세 번째 정규 음반 Artpop에 수록될 새로운 노래 "beginning to flourish"를 만들었다. 매니저 빈센트 허버트는 Born This Way Ball tour를 하면서 앨범 작업을 진행하는 중이라고 밝혔고, 노래들을 듣고 "미쳤다. 매우 좋은 음반이다!"고 말했다. 가가는 밤에 클럽에서 거울을 보며 앨범을 만들면서 어떻게하면 사람들이 Artpop을 들으면서 좋은 시간을 보낼까 많이 고민했다고 말했는데, "음반을 듣고있으면 정말로 멋지게 흐른다는 것을 알 수 있다. 친구와 함께라면 음악이 즐거울 것이다. 나는 시작부터 끝까지 나와 친구들을 함께 생각하면서 작업했다"고 말했다. 같은 시기 테리 리처드슨과 함께 다큐멘터리 합작을 발표했고, 하우스 오브 가가와 Artpop 세부사항 작업을 진행했다. Artpop은 미국에서 디지털 음원뿐만 아니라 하우스 오브 가가에서 개발한 앱으로 2013년 11월 11일 발매되었다. 발매 첫 주 258,000장을 팔아 빌보드 200 1위로 데뷔했다. 음악 평론가들은 호불호가 나뉘었다. 싱글 "Applause"와 알앤비 가수 알 켈리가 피처링으로 참여한 "Do What U Want"는 각각 빌보드의 HOT 100 차트에서 각각 4위와 13위를 차지했다. 한편, 가가는 오랫동안 함께 해왔던 매니저 트로이 카터와 서로 생각이 다르다는 이유로 계약을 해지했다.
가가는 로버트 로드리게스의 감독의 영화 "마셰티 킬즈"에서 라 카말리온 역으로 출연하면서 영화 데뷔를 했다. 이 영화는 2013년 10월 11일 개봉했는데, 비평과 흥행 모두 실패했다. 더구나 가가 본인은 골든라즈베리상에서 최악의 여우조연상 후보로 지명되었다. 2013년 11월 16일 "새터데이 나이트 라이브" 호스트로 출연해 켈리와 함께 "Do What U Want" 공연을 했다. 몇 달 후 더 머펫츠, 엘튼 존, 조지프 고든레빗, 루폴과 함께 공연을 한 두 번째 추수 감사절 특집 프로그램 "Lady Gaga and the Muppets' Holiday Spectacular"가 방영되었다. 또 고든레빗, 에바 그린, 제시카 알바, 브루스 윌리스, 조시 브롤린, 미키 루크 등이 출연한 "씬 시티 2"에서 카메오로 출연했다. 영화는 2014년 8월 22일 개봉하였다.
영화 활동 이외에 가가는 음악적 모험도 꾀했다. 토니 베넷과 함께 재즈 음반 Cheek to Cheek을 2014년 1월 1일 발매될 예정이었지만, 2014년 4분기로 미뤄졌다. 2014년 4분기에 발매된 "Cheek to Cheek"은 빌보드 앨범 차트에서 1위를 했다. 2014~15년까지 "Cheek to Cheek Tour"을 토니 베넷과 함께 했었다. 2015년 초에는 3일간 열리는 음악 페스티벌 제로 지 콜로니의 일환으로 세계 최초로 우주에서 공연을 선보였다. 뉴멕시코주에 있는 세계 최초 상업용 우주공항 미국 우주공항을 거쳐가며, 세계 최고 수준의 기술이 합쳐진 공연이다.
가가는 Cheek to Cheek Tour를 끝낸뒤 다음 앨범이 나올 것을 알렸다.

### 2016년 ~ 2017년: "Joanne"과 슈퍼볼 하프타임 쇼
2015년 2월, 가가는 테일러 키니와 약혼했다. 아트팝에 대한 미온적인 반응 이후, 가가는 자신의 이미지와 스타일을 재창조하기 시작했다. 빌보드에 따르면, 이러한 변화는 "Chick to Check"의 발매와 87회 아카데미 시상식에서 그가 줄리 앤드루스를 추모하기 위해 《사운드 오브 뮤직》의 노래를 메들리로 불렀던 그의 공연으로 인해 그가 받은 관심으로부터 시작되었다. 빌보드에서 그의 최고의 공연 중 하나로 여겨지는 이 공연은 페이스북에서 전 세계적으로 분당 214,000건 이상의 상호작용을 촉발시켰다. 그와 디앤 워런은 다큐멘터리 《헌팅 그라운드》의 곡 "Til It Hapes to You"를 공동 작곡했으며, 이 곡은 같은 부문에서 새틀라이트 신곡상과 아카데미상 후보에 올랐다. 가가는 2015년 연례 작곡가 명예의 전당 시상식에서 빌보드 올해의 여성상 및 현대 아이콘 상을 수상했다.
가가는 어린 시절의 많은 부분을 배우가 되고 싶어하며 보냈고 아메리칸 호러 스토리: 호텔에 출연하면서 목표를 달성했다. 2015년 10월부터 2016년 1월까지 방영된 호텔(Hotel)은 가가가 호텔 주인 엘리자베스를 연기한 텔레비전 앤솔로지 호러 시리즈 아메리칸 호러 스토리의 다섯 번째 시즌이다. 제73회 골든 글로브 시상식에서 가가는 시즌에서 자신의 작품으로 미니시리즈 부문 여우주연상을 받았다. 그는 톰 포드의 2016년 봄 캠페인에서 닉 나이트의 2015년 패션 영화에 출연했고, 2016년 1월 《V 패션 매거진》의 99호 객원 편집자로 16개의 다른 표지를 장식했다. 그는 패션 로스앤젤레스 어워드에서 올해의 에디터상을 받았다.
2016년 2월, 가가는 슈퍼볼 50에서 미국의 국가를 불렀고, 인텔, 나일 로저스와 제휴하여 제58회 그래미상 시상식에서 고인이 된 데이비드 보위에게 헌정하는 공연을 진행했다. 제88회 아카데미 시상식에서는 "Til It Happens to You"를 불렀으며, 조 바이든의 초청을 받고 성 폭력 피해자 50명과의 무대에 동행하기도 했다. 그는 지난 4월 그래미 박물관이 수여하는 제인 오르트너 교육상 시상식에서 예술을 통해 교육에 대한 열정과 헌신을 보여준 예술가들을 인정받아 예술가상을 수상하는 영예를 안았다. 테일러 키니와의 약혼은 7월에 끝났다. 그는 나중에 그의 경력이 그들의 관계를 방해했다고 말했다.
가가는 2016년 9월부터 11월까지 이어진 아메리칸 호러 스토리: 로아노크에서 스카타흐라는 이름의 마녀 역을 맡았다. 쇼의 다섯 번째 시즌에서 그의 역할은 궁극적으로 미래의 음악에 영향을 주었고, 그에게 "어둠의 기술"을 보여주게 했다. 2016년 9월, 그는 5집 앨범의 리드 싱글인 "Perfect Illusion"을 발표했는데, 이 싱글은 프랑스에서 차트 1위를 차지했고 미국에서도 15위에 올랐다. 조앤이라는 제목의 이 음반은 가가의 고모의 이름을 따서 붙여졌다. 그는 음악에 영감을 주었다. 2016년 10월 21일 발매되었고, 가가의 빌보드 200 네 번째 1위 앨범이 되었으며, 2010년대에 미국 차트 정상에 네 번 오른 최초의 여성이 되었다. 앨범의 두 번째 싱글 "Million Reasons"는 다음 달에 이어 미국에서 4위에 올랐다. 그는 이후 2018년 그래미 최우수 팝 솔로 퍼포먼스를 수상한 앨범 타이틀 곡의 피아노 버전을 발표했다. 앨범을 홍보하기 위해 가가는 3일짜리 다이브 바 투어에 나섰다.
가가는 2017년 2월 5일 슈퍼볼 LI 하프타임 쇼에서 헤드라이닝을 연기했다. 그의 공연은 휴스턴의 NRG 스타디움 위 하늘에서 다양한 모양을 하고 있는 수백 대의 조명 드론의 그룹을 보여주었는데, 이는 로봇 항공기가 슈퍼볼 프로그램에 등장한 첫 번째 사례이다. 이 게임은 미국에서 1억 1,750만 명의 관객을 끌어 모았고, 게임의 1억 1,330만 명의 관객을 넘어섰다. 이 공연은 미국에서 가가를 위한 41만 곡의 다운로드 폭주로 이어졌고, 그에게 '뛰어난 특별 클래스 프로그램' 부문에서 에미상 후보에 올랐다. CBS 스포츠가 슈퍼볼 하프타임 쇼 역사상 두 번째로 뛰어난 활약을 펼쳤다. 4월에 가가는 코첼라 밸리 뮤직 앤 아트 페스티벌의 헤드라인을 장식했다. 그는 또한 오스트레일리아에서 톱 10에 진입한 싱글 〈The Cure〉를 발매했다. 8월에 가가는 그가 슈퍼볼 LI 하프타임 쇼 후에 발표한 조앤 월드 투어를 시작했다. 가가의 조앤의 창작과 하프타임 쇼 공연 준비는 다큐멘터리 가가에 실렸다. Five Foot Two는 그해 9월 넷플릭스에서 초연되었다. 영화 내내, 그는 만성적인 통증에 시달리는 것이 보였는데, 이것은 나중에 섬유근통이라고 불리는 장기적인 질환의 영향으로 밝혀졌다. 2018년 2월, 가가는 조앤 월드 투어의 마지막 10개 쇼를 취소하게 되었고, 결국 842,000장의 티켓 판매에서 9천5백만 달러의 수익을 올렸다.

### 2018년 ~ 현재: 성공적인 재기 · "스타 이즈 본"과 "Chromatica"
2018년 3월, 가가는 워싱턴 D.C.에서 열린 March for Our Lives 총기 규제 집회를 지지했으며, 엘튼 존의 헌정 음반 〈Revamp〉에 수록된 노래 "Revelope"를 커버했다. 그해 말, 그는 1937년에 개봉된 영화 《스타 탄생》을 리메이크한 브래들리 쿠퍼의 뮤지컬 로맨틱 드라마 영화 《스타 이즈 본》에서 고군분투하는 가수 앨리로 출연했다. 이 영화는 앨리와 가수 잭슨 메인(쿠퍼 역)의 관계를 이은 것으로, 그의 경력이 그를 무색하게 하기 시작하면서 긴장하게 된다. 쿠퍼는 쿠퍼의 작품을 숭배하는 암 연구 기금 모금 행사에서 가가가 공연하는 것을 보고 가가에게 접근했고, 가가는 중독과 우울증에 대한 묘사로 이 프로젝트에 동의했다. 스타 이즈 본은 2018년 베니스 영화제에서 초연되었으며, 그 해 10월에 전 세계에 개봉되었다. 가가의 연기는 영화 평론가들로부터 호평을 받았는데, 《가디언》의 피터 브래드쇼는 이 영화를 이 영화를 "무섭게 볼 만하다."고 표현하고 가가의 일부 일반인, 부분 외계인 연예인 황후가 될 수 있는 능력이 최고 수준으로 기능한다고 밝혔다. 《타임》의 스테파니 재커렉도 비슷하게 그의 멋진 연기를 강조했고 "그가 평상시의 화장, 가발, 의상 없이 카리스마 있는 것을 발견했습니다"라고 밝혔다. 이 역할로 가가는 아카데미상, 골든 글로브상, 미국 배우 조합상, 영국 아카데미 영화상 여우주연상 후보에 올랐을 뿐만 아니라, 전미 비평가 위원회 여우주연상 및 크리틱스 초이스 최우수 여우주연상을 수상하였다.
가가와 쿠퍼는 영화 '스타 이즈 본'의 사운드트랙에 수록된 곡 대부분을 공동 작사, 프로듀싱했으며, 이 곡들은 영화 속에서 라이브로 공연한다고 주장했다. 2018년 9월 27일 두 사람이 부른 리드 싱글 〈Shallow〉가 발매되어 오스트레일리아, 영국, 미국 등 다양한 국가에서 차트 1위를 차지했다. 이 사운드트랙은 17곡의 오리지널 곡을 포함한 34곡의 트랙을 포함하고 있으며, 일반적으로 긍정적인 평가를 받았다. 《워싱턴 포스트》의 마크 케네디는 이 곡을 "경이로운 5성급 노래"라고 불렀고, 《가디언》의 벤 보몽토머스는 이 곡을 "가가의 감정적인 힘으로 가득 찬 즉각적인 고전"이라고 불렀다. 이 사운드트랙은 상업적으로 미국에서 1위로 데뷔하여 가가는 2010년대에 5개의 미국 1위 앨범을 가진 최초의 여성 음악가가 되었다. 또한 10년 동안 여성 음악가들 가운데 테일러 스위프트가 많이 갖고 있던 기록을 깼는데, 스위프트는 2019년에 가가와 다시 동률을 이루었다. 이 음반은 오스트레일리아, 캐나다, 아일랜드, 뉴질랜드, 스위스, 영국에서 추가로 1위를 차지했다. 2019년 6월 기준으로, 사운드트랙은 전 세계적으로 6백만 장 이상 판매되었다. 가가는 이 음반을 통해 그래미상을 4차례(〈Shallow〉: 시각 미디어 컴필레이션 사운드트랙·팝 듀오/그룹 퍼포먼스·시각 미디어 작사 부문, 〈I'll Never Love Again〉: 시각 미디어 작사 부문) 수상했고, 〈Shallow〉를 통해 영국 아카데미 영화상 작곡상을 수상했다. 또한 〈Shallow〉는 그에게 아카데미상, 골든 글로브상, 그리고 비평가들의 초이스 영화상을 안겨준 신곡이 되었다.
10월, 가가는 2017년 초에 만났던 재능있는 에이전트 크리스티안 카리노와의 약혼을 발표했다. 그들은 2019년 2월에 약혼을 끝냈다. 가가는 라스베가스에 있는 MGM 파크 극장에서 공연하기 위해 레이디 가가 에니그마(Lady Gaga Enigma)라는 이름의 2년 거주 계약을 맺었다. 레지던시는 연극성에 초점을 맞추고 가가의 가장 큰 히트곡을 포함한 에니그마와 그레이트 아메리칸 송북의 사운드트랙과 가가의 노래들을 골자만 남기고 편곡한 재즈 버전의 재즈와 피아노의 두 가지 쇼로 구성되어 있었다. 에니그마 레지던트 쇼는 2018년 12월에 열렸고 재즈와 피아노는 2019년 1월에 열렸다. 가가는 2019년 9월 아마존에서 첫 번째 비건 메이크업 라인인 하우스 래브러토리스(Haus Laboratories)를 단독 출시했다. 리퀴드 아이라이너, 립글로스, 페이스 마스크 스티커 등 40개 제품으로 구성된 이 브랜드는 아마존의 베스트셀러 립스틱 1위에 올랐다. 2020년 2월, 가가는 기업가 마이클 폴란스키와 관계를 시작했다.
가가의 여섯 번째 스튜디오 음반인 《Chromatica》는 긍정적인 평가를 받으며 2020년 5월 29일에 발매되었다. 이 음반은 미국 차트 1위에 데뷔하여 오스트레일리아, 캐나다, 프랑스, 이탈리아, 영국을 포함한 12개 이상의 다른 지역에서 1위를 차지하였다. 《Chromatica》는 2020년 2월 28일, "Stupid Love" 그리고 "Me train"의 두 싱글이 그 뒤를 이었다. 5월 22일에 후자는 제63회 그래미상 시상식에서 최우수 팝 듀오/그룹 퍼포먼스를 수상했으며, 미국에서 1위로 데뷔했으며, 가가는 2000년대, 2010년대, 2020년대에 미국 차트에서 3번째로 1위를 차지했다. 2020 MTV 비디오 뮤직 어워드에서 가가는 5개의 상을 수상했으며, 그 중에는 엔터테인먼트 산업의 다른 분야에서 이룬 아티스트들을 인정하는 트리콘 어워드가 있다. 2020년 9월에는 발렌티노의 보체 비바(Voce Viva) 향수의 비디오 캠페인에 출연하여 모델 그룹과 함께 《Chromatica》에 수록된 "Sine from Over"를 골자만 남기고 편곡한 버전을 불렀다. 2021년 1월 20일에는 조 바이든 대통령 취임식에서 미국의 국가를 불렀다.

## 예술가적 기교

### 음악 스타일

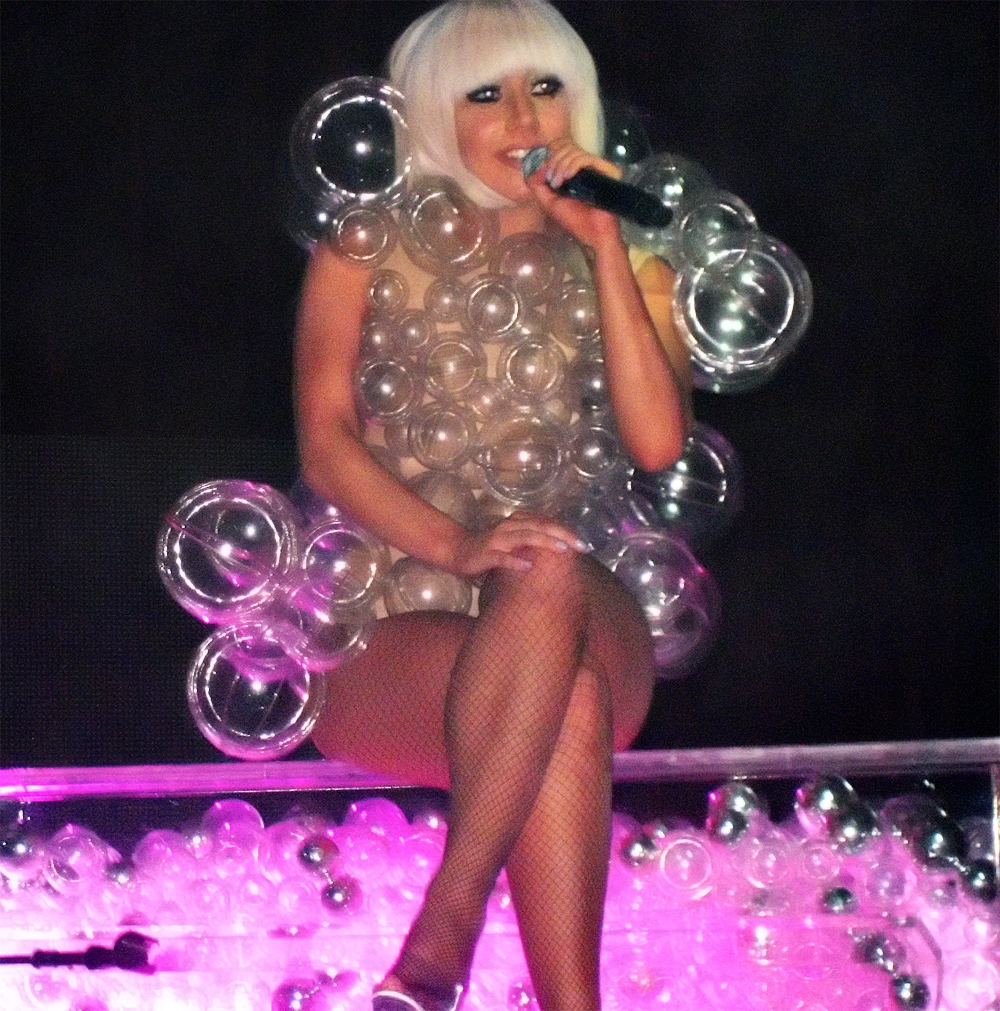
2009년 플라스틱 거품 드레스를 입고 공연하고 있는 가가.

가가는 끊임없는 실험과 새로운 음악적 영감, 이미지로 가가의 음악과 퍼포먼스 스타일은 많은 평론가들로부터 분석과 정밀 조사의 주제가 되고있다. 가가는 어린시절부터 해왔던 것이라며 소리와 이미지에 끊임없이 다른 모습을 보여주며 스스로 "해방"하는 것이라고 주장했다. 보컬적으로 가가는 콘트랄토 보컬 범위를 가지고 있는데, 2.7 옥타브를 넘나들며 "타고난 압도적인 보컬 표현과 80년대 록을 연상시키고 동물적인 보컬을 선보인다". 립싱크를 거부하는 가가는 마돈나, 그웬 스테파니와 비교 당해왔는데, Born This Way (2011) 시절을 거치면서 보컬 스타일에 변화를 가져왔고 "나는 가창력을 좋게 하기 위해 항상 노력해 왔다"고 말했다."엔터테인먼트 위클리"는 가가의 목소리를 요약한다면 "가가는 목소리를 사용하는 방법 뒤에 엄청난 감성 지능이 있다. 가창력이 노래를 압도하는 경우는 거의 없는 대신에 성량보다 미묘한 차이로 변하는 예술성을 찾을 수 있다"고 했다.
가가의 초기 노래 가사는 지적 자극이 부족하다고 비판을 받았지만, "가가는 항상 어렵지 않게 몸을 움직이고 리듬을 탄다" 가가는 "모든 좋은 노래는 피아노로 연주할 수 있고 부딪히는 것 같은 소리를 낼 수 있다"고 믿고 있다. 노래는 폭넓은 주제를 다루는데, The Fame (2008)은 스타가 되고 싶은 욕망을 다뤘으며, The Fame Monster (2009)은 명성의 어두운 면을 괴물에 비유했다. Born This Way (2011)는 주로 섹스, 사랑, 종교, 돈, 마약류, 정체성, 자유, 성생활, 개성, 해방과 같은 논란이 많은 주제들을 영어, 프랑스어, 독일어, 스페인어로 표현했다.
가가의 음악은 구조적으로 전형적인 1980년대 팝과 1990년대 유로팝을 혼합한 것이다. "더 선데이 타임스"는 데뷔 음반 The Fame (2008)을 보고 "패션, 예술, 음악을 모두 결합한 앨범으로 마치 한참 전성기 시절의 마돈나와 "Hollaback Girl" 때의 그웬 스테파니, 2001년도의 카일리 미노그, 그리고 지금의 그레이스 존스를 연상케 한다"고 리뷰했고, "더 보스턴 글로브"는 "어린 소녀 같지만 튼튼하게 짜여있으면서도 버블검 팝스러운 비트는 확실히 마돈나, 그웬 스테파니에게서 영감을 얻었을 것이다"라고 말했다. 음악 평론가 사이먼 레이놀즈는 "1980년대에 없었던 기억하기 쉽고 직설적이면서도 외설적인 팝과 오토튠, 알앤비스러운 비트를 제외하면 가가에 대한 모든 것은 일렉트로클래시로부터 온다."고 말했다. 다음 앨범 The Fame Monster (2009)은 가가의 모방을 볼 수 있었는데, "70년대 아레나 글램, 활기찬 아바의 디스코, 달콤하면서도 가가와 비슷했던 스테이시 큐"를 떠올리게 했다. Born This Way(2011)에는 자신의 어린 시절을 담았으며 여전히 "성적인 일렉트로 비트와 유로디스코적인 후렴구" 요소가 있었지만, 오페라, 헤비메탈, 디스코, 로큰롤 등 다양한 장르를 시도했다.

### 영향
가가의 부모님이 어렸을 적부터 비틀즈, 스티비 원더, 퀸, 브루스 스프링스틴, 핑크 플로이드, 그레이트풀 데드, 레드 제플린, 휘트니 휴스턴, 엘튼 존과 같은 가수의 노래를 가가에게 많이 들려줬는데, 이는 그녀에게 어린 시절부터 지금까지 중대한 영향을 끼치고 있다. "나는 정말로 가정적인 여자이다. 가정은 사랑과 충성이 있을 때 온다는 전통적인 사고방식을 지니고 있다. 그리고 괴상한 사람들에 대해 상당히 현실적이다"라고 주장했다. "나는 가족의 의미는 상당히 전통적인 것이라고 생각하고, 항상 그런 방법으로 살아왔다"고 말했다. 가가의 말에 따르면 19살 때 낭창으로 죽은 이모 조앤 저머노타로부터 음악과 예술에 영감을 받았다고 한다. 조앤 저머노타가 죽은 날은 가가가 태어나기 12년 전임에도 불구하고 몸에 문신으로 남겼고, "진짜로 내가 두 개의 심장을 가지고 있다고 믿는다. 실제로 몸에 두 개의 영혼을 가지고 있는데, 이모의 선한 마음을 지니며 나머지 삶을 살아가고 있다. 이모는 처녀 때 죽었기 때문에 우리가 살아가면서 얻는 사랑과 경험을 모두 겪어보지 못하고 죽었다"라고 말했다.
음악적으로 가가는 마돈나, 마이클 잭슨과 같은 댄스 팝 가수와 데이비드 보위, 퀸과 같은 글램 록 가수 등 수많은 가수들에게 영향을 받았고, 앤디 워홀과 같은 아티스트의 연극에서 음악 퍼포먼스 기술에 영향을 줬다. 퀸의 노래 "Radio Ga Ga"는 예명을 짓는데 영감을 줬는데, "나는 프레디 머큐리와 퀸을 좋아하고, "Radio Ga Ga"가 히트했다고 본다. 내가 레이디 가가라는 이름을 좋아하는 이유이다. 프레디는 팝 음악계에서 유일하면서도 가장 존재감이 큰 유명인 중 한 명이다"라고 말했다. 가가는 마돈나와 자주 비교당했는데, 자신의 모습을 거울로 보는 것 같다고 가가는 스스로도 인정했다. 가가는 비교당하는 것에 대해서 "나는 주제넘은 소리를 하고 싶지 않지만, 팝 음악에 대변혁을 일으키는 게 내 목표이다. 마돈나는 이미 25년 전 혁명을 일으켰다"고 정하며 "나보다 더 마돈나를 사랑하고 좋아하는 팬은 없다. 나는 직업적으로도 개인적으로도 가장 큰 팬이다"라고 말을 더했다.
마돈나처럼 가가는 경력이 쌓일수록 스스로를 끊임없이 변화시키고 있는데, 휘트니 휴스턴, 그레이스 존스, 블론디의 멤버 데비 헤리, 브리트니 스피어스, 프린스, 마릴린 먼로, 시저 시스터즈, 오노 요코를 포함한 가수들이 다양하게 섞이면서 음악적 영감을 얻고 있다. 가가는 여러 인터뷰를 통해 브리트니를 언급해왔는데, "브리트니는 항상 나에게 정말 필요한 충고를 해준다. 브리트니 스피어스는 팝의 여왕이며, 배울 점도 많다"고 말했다. 또한 2011 MTV 비디오 뮤직 어워드에서 MTV 비디오 공로상을 시상하며 "우리는 모두 두려움을 모르는 그녀에게서 배울 것이 많다. 브리트니가 없었다면 음악 산업계는 지금과 같지 않을 것이다"라며 공로를 표했다.
가가는 주요 영향으로 패션을 꼽았고 레이 보워리, 이자벨라 블로우 그리고 미국의 가수 셰어와 같은 독특한 패션을 입는 유명인들을 비교했다. 가가는 "어릴 때 이 세상 어디에도 없는 셰어의 패션 감각을 어떻게든 흡수하고자했고, 나를 만들었다"고 말했다. 또 도나텔라 베르사체는 자신의 뮤즈라며 존경한다고 밝히며 "사람들은 그녀에게 돌을 던지지만, 그녀는 분명히 도발적인 매력이 있다"고 말했다. "로스앤젤레스 타임즈"의 멜리사 막사사이는 "그녀가 상하의를 동시에 입기를 싫어한다거나…샴페인을 마구 들이키고 수영복을 사랑하는 것은 매우 도나텔라스럽다"고 말하며 도나텔라의 도플갱어가 될 수 있을 것이라고 보도했다. 또 영국의 패션 디자이너이자 가가의 친한친구 알렉산더 매퀸에게 영감을 받았다고 말했다. 가가는 앤디 워홀의 공장을 본떠 만든 하우스 오브 가가라 부르는 가가를 전문으로 다루는 창작 팀을 만들었고, 의상, 무대 소품, 헤어스타일 많은 것을 만들어낸다. 자신의 패션 사랑은 "언제나 아름답고 한결 같이 멋졌던" 어머니로부터 온 것이라고 설명했다.
"나는 노래를 작곡하면서 무대에서 입을 의상도 같이 생각한다. 음악은 행위 예술, 팝 퍼포먼스 예술, 패션 이 모든 것이 합쳐진 것이라고 생각한다. 나를 위해서 이 모든 것을 함께 하면 극성 팬들이 실제로 다시 돌아온다. 나도 다시 돌아오는 것을 원한다. 팬들이 나의 모든 부분을 먹고 맛보고 햝기를 강하게 원하는 이미지를 원한다." 2011년 3월 가가는 니콜라 포미체티의 첫 여성 기성복 콜렉션 의상을 입고 티에리 뮈글러의 파리 패션쇼에서 런웨이 데뷔를 했다. 이후 V 매거진에서 패션칼럼리스트로 활동하던 중 여기서 창의적인 생각을 하는 과정, 팝 문화 세계를 알아가는 과정, 팝 문화를 전달받아 발전시키는 능력 등에 대한 것을 썼다.
미국 언어조사기관은 "레이디 가가"라는 단어를 최고의 패션 유행어와 "패션이 없는 것"이 트레이드마크라며 소개했다. "엔터테인먼트 위클리"는 지난 10년간 "최고의 아이템" 목록 중 가가의 의상을 선정했고, "거품을 전략적으로 배치해 만든 드레스는 가가의 지나친 앙상블을 주류 행위 예술로 만들었다"고 말했다. 2011년 6월에는 미국 패션 디자이너 협회 시상식에서 패션 아이콘을 수상했다. "타임지"는 가가에게 영감을 준 마이클 잭슨, 마돈나, 비틀즈 등과 함께 "역사상의 패션 아이콘 100인 목록"에 상위권으로 선정했고, "레이디 가가는 자신의 노래를 히트시키기 위해서 너무나 충격적인 스타일하는 것으로 유명하다. 결국 가가로 태어난 스테파니 저매노타는 플라스틱 거품으로 만든 의상, 고기로 만든 드레스, 개구리 커밋 인형으로 만든 의상 등을 선보였다"며 선정 이유를 설명했다.

### 이미지

화제가 되었던 투명한 수녀 복장을 입은 가가.

가가의 독특한 패션과 퍼포먼스는 많은 화제가 되었다. 음악 못지 않게 비주얼적인 측면을 강조하는 그녀는 스스로 "패션에 빠져 있다고" 말하며 자신의 "모든 것"이라고 말하였다.
| “ | 나는 '의상을 위해 음악을 만든다. 곡을 다 쓴 후 어떤 비디오를 만들지 결정하는 게 아니라 곡을 쓰면서 비주얼 요소를 생각한다. 무대 위에서 부르는 노래와 사람에게 보이는 비주얼은 하나의 완성된 세트이며, 의상을 위해 음악을 만든다는 말은 모든 것을 위해 음악을 만든다는 일종의 나만의 은유인 셈이다. | ” |

2008년 말 경에는 가가와 미국의 가수 크리스티나 아길레라가 스타일과 머리 모양, 메이크업이 유사한 것을 들어 패션 감각의 비교가 화제가 되었다. 아길레라는 후에 "그 사람이 누군지 모른다"고 주장하며 "남자인지 여자인지도 모르겠다"고까지 말하였다. 가가는 언론이 이러한 비교에 관심을 가져 이름을 알리는 데 도움이 되었다며 환영하는 입장을 보였다. "그녀와 같은 대스타라면 나는 꽃을 보내야 했을 것이다. 왜냐하면 미국에 있는 많은 사람들이 이러한 일이 일어나기까지 내가 누군지 알지 못했으니까. 이것은 정말 나를 지도에 있는 길에 세워준 것과 같다." 그러나, 나중에 가가는 "크리스티나 아길레라 스캔들"을 다시 생각하고 싶지 않다고 밝히며, "누구도 나를 베낄 수 없다. 왜냐하면 나는 베껴질 수 없기 때문이다."라고 말했다. 가가의 머리 색은 원래 갈색인데, 2008년부터 머리를 금발로 염색하였다. "타임즈 온라인"에 따르면  에이미 와인하우스와의 혼동을 피하기 위해 금발로 염색했다고 한다. 2009년 5월 "롤링 스톤" 지에서는 가가가 자신이 아름다운 여성에게 영향을 받은 양성애자임을 밝힌 것이 이슈가 되었다. 그녀는 자신의 이러한 성적 취향에 다른 사람들이 지레 겁을 먹게 되어 서로를 불편하게 만들었다고 말하였으며, " 단지 물리적으로 타인에게 끌리는 것일 뿐, 한번도 여성과 사랑에 빠진 적이 없었다"고 밝혔다.

## 사회 활동

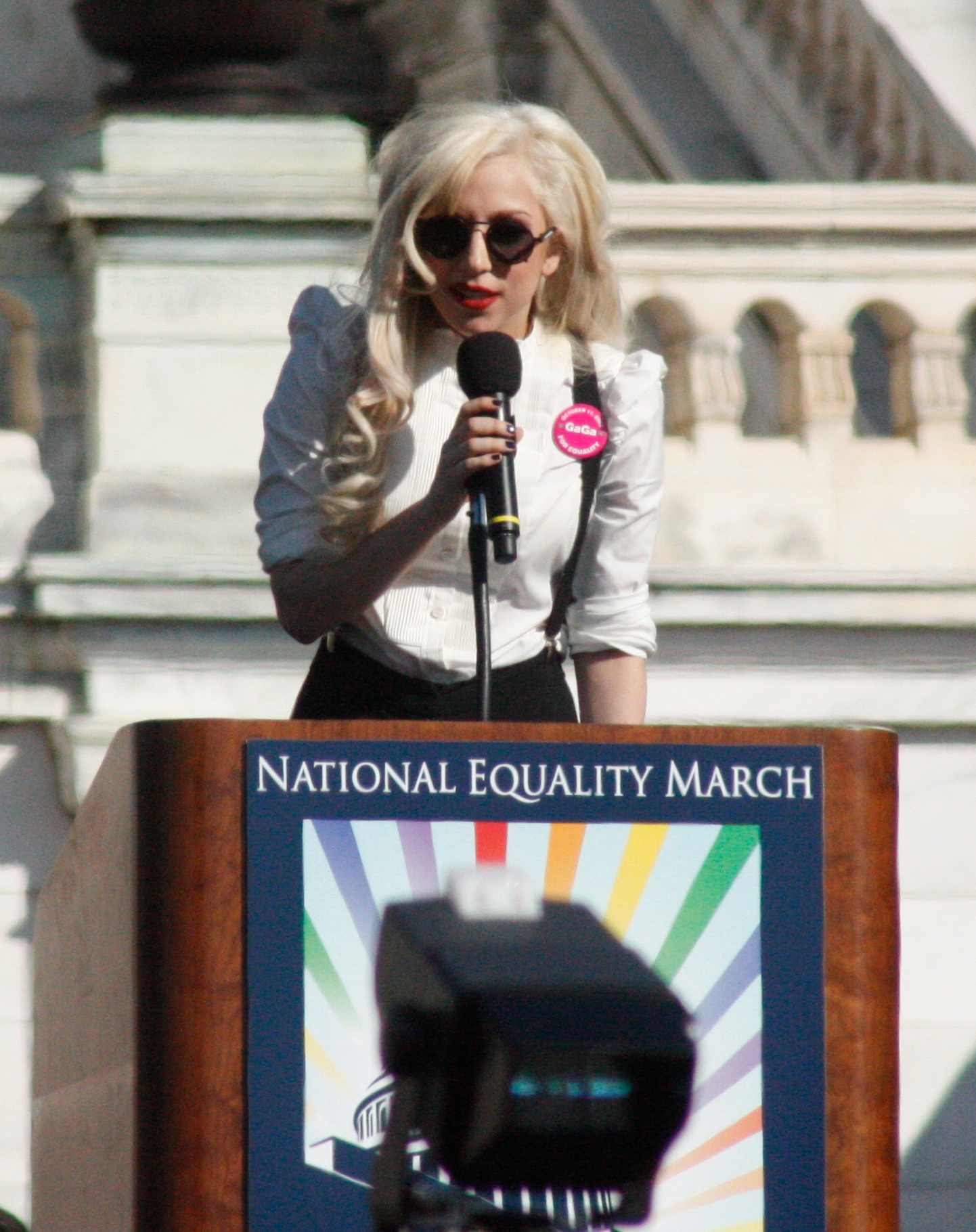
연설하고 있는 레이디 가가 (2009년 10월 11일)

레이디 가가는 본업 외에도 여러 곳에서 자선활동을 펼치고 있다. 아이티 지진 참사를 돕기 위해 여러 연예인들과 함께 50만 달러 이상을 기부했다. 이 금액은 가가의 콘서트와 쇼핑몰의 수익이였다.
가가는 에이즈 예방·치료에 대한 많은 활동도 해오고 있는데, 세계 에이즈의 날을 맞아 앨리샤 키스를 비롯한 유명 팝 가수들과 함께 어 차일드 얼라이브의 자선기금모금 활동을 돕기위해 디지털 생명의 희생 캠페인에 참여했다. 100만 달러를 모을 때까지 SNS 활동을 중단했다. 또한 신디 로퍼와 함께 맥 비바글램 캠페인의 2010 홍보대사로 선정 돼 "이제는 에이즈에 걸릴 확률이 높은 여성들을 위해 변화를 가져올 때"라며 에이즈에 대한 예방과 퇴치 활동을 했다. "MAC"은 맥 비바 글램 캠페인으로 레이디 가가의 사인이 새겨진 립스틱을 출시했고, 이것으로 약 50여억 원을 벌어들여 모든 수익금은 맥 에이즈 펀드에 기탁했다. 이러한 동성의 인권 보호, 에이즈에 대한 활동 등으로 2010년 자선 활동을 가장 많이 펼친 사람 1위로 뽑혔다.
2011년에는 일본 지진 피해자를 돕기 위해 "우리는 일본을 위해 기도한다"라는 문구가 적힌 팔찌를 직접 디자인해 판매수익금 전액을 지진피해 복구에 기부했다. 이 구호 팔찌는 하나에 5달러 가격으로, 판매한지 3일만에 약 3억 원을 벌어들였다.

### 성소수자 지지
레이디 가가가 초기 활동 때에 게이들로부터 많은 인기를 얻었으며, 이후 가가는 게이 아이콘으로써 자리를 잡았다. 또한 초기 활동 때, 라디오 에어플레이에서 "나는 게이 커뮤니티를 하면서 전환점을 맞이했다. 이렇게 많은 게이 팬들이 나를 위해 충성을 하고 있다. 그들은 나를 진짜로 좋아한다. 나도 항상 그들의 편이 될 것이다"라고 말했다. 가가는 이미 양성애자임을 밝혔고, 게이 커뮤니티에서 팬들을 아웃사이더의 군대라고 표현했다. 미국의 TV 앵커 바버라 월터스와의 인터뷰에서도 "심지어 남자 친구와 같이 있을 때도 여성에 대한 욕망을 떨쳐버릴 수 없다"고 말하며 여성과 함께 자봤으면 한다고 밝혔다. 이 때문에 게이들을 지지하는 많은 활동을 펼쳤는데, 2009년 10월 워싱턴 DC에서 열린 게이와 레즈비언 시민들의 동등한 인권을 위한 행사에 깃발을 들고 참여했다. 미국에서 게이들은 군대에 지원을 하지 못하는 정책에 대해서도 "평등은 미국을 상징하는 가치다. 하지만 게이라는 이유로 미국의 가장 값진 가치를 누리지 못하고 있다"고 말하며 폐지 의사를 밝혔다. 또한 동성간의 결혼 허용을 적극적으로 지지하며 동성 커플 주례를 보기도 했었다. 동성애 옹호 단체 오렌지 카운티 이퀄러티 프로젝트가 동성애자들을 대상으로 펼친 인기 투표에서 22%의 투표를 받아 3위로 선정되었다.
한편, 군대 관련 정책을 반대하는 포틀랜드 집회에 참여해 "묻지도 말하지도 말라는 군의 정책이 잘못되었기 때문에 제가 이 자리에 섰다. 만약, 미국 의회와 대통령이 이 정책을 폐지하지 않는다면 우리 군이 누구를 보호하고 있는지를 명확해 해줘야 할 것이다"라며 정책에 대해 반대 의견을 표했다. 또한 가가의 많은 노래와 뮤직비디오에는 동성애에 관한 코드가 많이 나오는데, "Telephone" 뮤직비디오에 여자 죄수들끼리 동성애, 살인 등으로 방영 금지를 당하기도 했다.

## 업적
가가는 2015년 4월까지 세계적으로 2,800만 장의 앨범과 1억 4,000만 건의 싱글 판매량을 기록한 것으로 추측되고 있는데, 가장 많은 음반을 판 음악가 중 한 명이다. 또한 세 번의 세계적인 투어만으로 320만 장의 티켓 판매량과 총 3억 달러의 수익을 기록하는 등 투어의 파워는 유명하다. 이 외에도 6번의 그래미상, 13번의 MTV 비디오 뮤직 어워드, 13번의 기네스 세계 기록, 송라이터 명예의 전당의 컨템포러리 아이콘상을 포함해 수많은 상을 받는 업적을 세웠다.
그녀의 이미지와 패션 감각은 패리스 힐튼과 니콜 리치와 같은 명사들에게 많은 영향을 주었다. 최근의 연구에서는 가가의 영향으로 영국의 니커스 소비가 25% 증가하였다는 결과가 발표되었다. 란제리 전문가 아네트 워버튼에 따르면, 16세 이하의 여성 청소년들이 검은 속옷을 구입하여 핫 팬츠처럼 입는 것은 가가의 스타일을 본뜬 것이라고 한다. 한편, 2010년 9월 열린 2010 MTV 비디오 뮤직 어워드에서 생고기 드레스를 입고 나와 세계적으로 큰 화제가 되었는데, 이 생고기 드레스는 뉴욕타임스가 선정한 2010년 올해의 아이디어로 선정되었고, 미국 로큰롤 명예의 전당에 박제를 거쳐 가가의 어린 시절 피아노와 함께 "Women Who Rock: Vision, Passion, Power"라는 이름으로 보존하고 있다.
"롤링 스톤"은 가가의 패션 감각, 음악, 모습을 종합해 가가를 2011년 "팝의 여왕"이라고 지명했다. 한편 2011년, 미국 사우스캐롤라이나대학 사회학교수 마슈이 델플램은 가가의 세계적 명성 증가와 현대 문화의 영향력을 살펴보는 "Lady Gaga and the Sociology of Fame"이라는 강의를 개설했다. 2010년 5월 미국의 시사 잡지인 타임스에서 선정한 세계에서 가장 영향력 있는 100인을 온라인 투표로 진행한 결과 레이디 가가는 5위에 선정돼 그 영향력을 다시 한번 과시했다. 또한 2010년 이미 페이스북과 트위터 계정의 팔로워, 팬 수가 1,000만 명이 넘었고 2012년 3월 5일에는 트위터 팔로워를 처음으로 2,000만 명을 넘겼다. 2010년 10월에는 유튜브 사상 조회수가 10억을 돌파해 아티스트로서는 최초의 기록을 세웠는데, 이는 하루 평균 180만 명의 사람들이 동영상을 관람한 결과이다. 또한 가가는 2010년 빌보드가 발표한 연말 차트 중 최고의 가수로 선정되었고, The Fame과 The Fame Monster는 각각 4위와 13위에 올랐다.

## 음반 목록
- The Fame (2008)
- The Fame Monster (2009)
- Born This Way (2011)
- Artpop (2013)
- Cheek to Cheek (2014)
- Joanne (2016)
- Chromatica (2020)
- Harlequin (2024)
- Mayhem (2025)

## 출연 작품
| 연도    | 제목                                                   | 역할                           | 비고 |
| ------- | ------------------------------------------------------ | ------------------------------ | --- |
| 2001    | "소프라노"                                             | 반 친구                        | "The Telltale Moozadell" (시즌 3 에피소드 9) Uncredited                                                  |
| 2005    | Boiling Points                                         | 자신                           | |
| 2009    | "가쉽 걸"                                              | 자신                           | The Last Days of Disco Stick (시즌 3 에피소드 10) 카메오 출연                                            |
| 2009–11 | "새터데이 나이트 라이브"                               | 음악 게스트                    | 라이언 레이놀즈/ 레이디 가가 (시즌 35, 에피소드 2) 저스틴 팀버레이크/ 레이디 가가 (시즌 36, 에피소드 22) |
| 2010    | "더블 익스포"                                          | 자신                           | "No One Can Work Like This"                                                                              |
| 2011    | "아메리칸 아이돌"                                      | 멘토                           | 시즌 10                                                                                                  |
| 2011    | "유캔댄스"                                             | 게스트 심사위원                | (시즌 8 에피소드 3)                                                                                      |
| 2011    | "본 투 댄스"                                           | 자신                           | 시즌 1                                                                                                   |
| 2011    | A Very Gaga Thanksgiving                               | 자신                           | ABC 스페셜 프로그램                                                                                      |
| 2011    | "페레즈 힐튼 슈퍼팬"                                   | 자신                           | |
| 2011–12 | Dick Clark's New Year's Rockin' Eve with Ryan Seacrest | 자신                           | 뉴욕에서 시장 마이클 블룸버그의 타임 스퀘어 볼 드랍 행사에서 공연.                                       |
| 2012    | "오프라 넥스트 챕터"                                   | 자신                           | "Lady Gaga and Her Mother, Cynthia" (시즌 1 에피소드 14–15)                                              |
| 2012    | "심슨네 가족들"                                        | 자신                           | "Lisa Goes Gaga" (시즌 23 에피소드)                                                                      |
| 2012    | Opening Act                                            | 자신                           | "본 스미스 & 레이디 가가"                                                                                |
| 2015    | "아메리칸 호러 스토리 시즌5"                           | 엘리자베스 존슨 / The Countess | TV 영화                                                                                                  |

| 연도 | 제목                                                               | 역할                     | 비고                  |
| ---- | ------------------------------------------------------------------ | ------------------------ | --------------------- |
| 2011 | Lady Gaga Presents the Monster Ball Tour: At Madison Square Garden | 자신                     | HBO 스폐셜            |
| 2011 | "머펫 대소동"                                                      | 자신                     | 카메오 출연 삭제 장면 |
| 2012 | "맨 인 블랙3"                                                      | 에일리언의 TV 모니터     | 카메오 출연           |
| 2012 | "케이티 페리: 파트 오브 미"                                        | 자신                     | 카메오 출연           |
| 2017 | "레이디 가가: 155cm의 도발"                                        | 자신                     |                       |
| 2018 | "스타 이즈 본"                                                     | 엘리                     |                       |
| 2021 | "하우스 오브 구찌"                                                 | 파트리치아 레기아니      |                       |
| 2024 | "조커: 폴리 아 되"                                                 | 할리 퀸 / 할린 퀸젤 박사 |                       |

## 투어
- The Fame Ball Tour (2009)
- The Monster Ball Tour (2009–11)
- The Born This Way Ball Tour (2012–13)
- Artrave: The Artpop Ball Tour (2014)
- Cheek to Cheek Tour (토니 베넷과 함께) (2014-15)
- Joanne World Tour (2017-18)
- The Chromatica Ball (2021)

## 같이 보기
- 대중음악의 별명 목록
- 음반을 많이 판 음악가 목록

## 참고
1. ↑  “Lady Gaga Defends Her Catholic Faith After Posting an Image with a Priest”. 《Relevant Magagine》. 2016년 5월 12일.
2. ↑  “Lady Gaga answers religious blogger over claims about Catholic celebrities”. 《Independent》. 2016년 5월 11일.
3. ↑  “Biography”. 《allmusic》 (영어). 2009년 4월 3일에 확인함.
4. ↑  영어의 한글 표기에 따른 표기는 '저머노타'이나, 국립국어원은 그녀의 성에만 이탈리아어의 한글 표기를 부분 적용하여 '제르마노타'로 표기하고 있다. 용례 보관됨 2016-10-03 - 웨이백 머신
5. ↑  키스 콜필드 (2010년 9월 12일). “Lady Gaga Is Billboard's 2010 Artist of the Year, Ke$ha Takes Top New Act”. 《빌보드》 (영어). Nielsen Business Media, Inc.
6. ↑  “Forbes Profile: Lady Gaga”. 《포브스》 (영어). 2011년 6월 3일에 확인함.
7. 1 2  “Lady GaGa - Biography”. 2009년 4월 16일. 2015년 5월 6일에 원본 문서에서 보존된 문서. 2009년 4월 16일에 확인함.
8. ↑  프레드 브론슨 (2008년 1월 8일). “Chart Beat: Lady GaGa, Luis Fonsi, Taylor Swift, 'Purple Rain'”. 《빌보드》 (영어). Nielsen Business Media, Inc. 2009년 1월 14일에 원본 문서에서 보존된 문서. 2009년 2월 19일에 확인함.
9. 1 2 3  루비 워링턴 (2009년 2월 22일). “Lady Gaga: ready for her close-up”. 《선데이 타임스》 (영어). The New York Times Company. 2011년 5월 17일에 원본 문서에서 보존된 문서. 2009년 2월 22일에 확인함.
10. ↑  피오나 스터지스 (2009년 5월 16일). “Lady Gaga: How the world went crazy for the new queen of pop”. 《Independent.co.uk》 (영어). 2009년 5월 26일에 확인함.
11. 1 2 3 4 5 6 7 8 9 10 11  “Lady GaGa: the future of pop?”. 《선데이 타임스》 (영어). The New York Times Company. 2008년 12월 14일. 2011년 8월 27일에 원본 문서에서 보존된 문서. 2009년 2월 6일에 확인함.
12. 1 2  모린 캘러핸; 세라 스튜어트 (2010년 1월 22일). “Who's that lady?”. 《뉴욕 포스트》 (영어). 2010년 3월 26일에 확인함.
13. 1 2 3  “레이디 가가-인터뷰”. 곰TV. 2009년 4월 14일.[깨진 링크(과거 내용 찾기)]
14. ↑  릭 플로리노 (2009년 1월 30일). “Interview: Lady GaGa”. 《ARTISTdirect》 (영어). ARTISTdirect, Inc. 2018년 4월 5일에 원본 문서에서 보존된 문서. 2009년 2월 18일에 확인함.
15. 1 2 3  Harris, Chris (2008년 6월 9일). “Lady GaGa Brings Her Artistic Vision Of Pop Music To New Album”. MTV News. 2014년 9월 11일에 원본 문서에서 보존된 문서. 2009년 5월 7일에 확인함.
16. ↑  Webjockey Spiceboyedgar. “Artist Spotlights: Lady Gaga” (영어). Riffin'. 2009년 5월 5일에 원본 문서에서 보존된 문서. 2009년 2월 21일에 확인함.
17. 1 2 3 4  “Lady GaGa”. 《Contactmusic.com》. 2009년 2월 20일에 확인함.
18. 1 2 3 4 5 6 7 8  Concepcion, Mariel (2008년 9월 12일). “Lady Gaga(레이디 가가)”. 《빌보드》 (영어). Nielsen Business Media, Inc. 2010년 2월 16일에 원본 문서에서 보존된 문서. 2009년 1월 2일에 확인함.
19. ↑  에마 카우잉 (2009년 1월 20일). “Lady GaGa: Totally Ga-Ga”. 《The Scotsman》 (영어). 2009년 2월 28일에 원본 문서에서 보존된 문서. 2009년 2월 20일에 확인함.
20. ↑  크리스틴 캐시스 (January 2009). “2009: Keep your ears open to this music”. 《블래스트 매거진》. 2009년 2월 26일에 확인함.
21. ↑  Lee, Ann (January 2009). “Just Who Is Lady GaGa?”. 《Metro.co.uk》. 2009년 2월 26일에 확인함.
22. ↑  “Lady Gaga”. 《BMI》. July 2007. 2009년 2월 26일에 확인함.
23. ↑  샬럿 마틴 (January 2009). “GaGa: On stripping, drugs and No 1s”. 《The Sun》. 2009년 2월 26일에 확인함.
24. ↑  “롤라팔루자 홈페이지”.
25. ↑  D'Souza, Nandini (October 2007). “Going Ga-Ga for Lady Gaga”. 《W Magazine》. 2009년 4월 21일에 확인함. |보존url=이 잘못됨: timestamp (도움말)
26. ↑  “The Fame”. 《메타크리틱》. 2009년 1월 29일에 원본 문서에서 보존된 문서. 2009년 1월 9일에 확인함.
27. ↑  “Lady Gaga and Colby O'Donis - Just Dance”. aCharts.us. 2009년 1월 7일에 확인함.
28. ↑  “Artist Chart History - Lady GaGa”. 《Billboard》. Nielsen Business Media, Inc. 2008년 10월 9일에 원본 문서에서 보존된 문서. 2009년 1월 3일에 확인함.
29. ↑  “Lady Gaga - Poker Face”. aCharts.us. 2009년 1월 3일에 확인함.
30. ↑  존 윌리엄스. “Lady GaGa's 'Fame' rises to No. 1”. 《Canadian Online Explorer》. Canoe. 2009년 1월 14일에 확인함.
31. ↑  “Lady Gaga - The Fame”. aCharts.us. 2009년 1월 8일에 확인함.
32. ↑  “International Pop Star Lady Gaga Set to Tour With New Kids on the Block”. 《Reuters》. 2008년 10월 3일. 2009년 5월 10일에 원본 문서에서 보존된 문서. 2009년 1월 8일에 확인함.
33. ↑  “Big Girl Now (featuring Lady Gaga)”. 《Amazon.com》. 2008년 12월 8일에 확인함.
34. ↑  케이티 헤이스티 (2008년 11월 5일). “AC/DC Fends Off High Debuts To Remain No. 1”. 《빌보드》. Nielsen Business Media, Inc. 2009년 3월 13일에 원본 문서에서 보존된 문서. 2009년 1월 8일에 확인함.
35. ↑  케이티 헤이스티 (2009년 4월 11일). “U2 Tops The Billboard 200”. 《빌보드》 (Nielsen Business Media Inc.). 2009년 10월 23일에 원본 문서에서 보존된 문서. 2009년 3월 11일에 확인함.
36. 1 2  Gregory, Jason (2009년 5월 28일). “Lady GaGa gets naked for Rolling Stone cover shoot”. 《Mirror.co.uk》. 2009년 5월 29일에 확인함.
37. ↑  “BBC Sound of 2009: Lady GaGa”. 《BBC》 (영어). BBC.co.uk. 2008년 12월 5일. 2009년 1월 9일에 확인함.
38. ↑  “Lady Gaga: Tour & Events”. 《Interscope Records》. 2009년 12월 19일에 원본 문서에서 보존된 문서. 2009년 12월 8일에 확인함.
39. ↑  “The 51st Annual Grammy Awards Nominations List”. The Recording Academy. 2008년 12월 5일에 원본 문서에서 보존된 문서. 2009년 1월 2일에 확인함.
40. ↑  BBC News (2009년 2월 20일). “Pet Shop Boys to compose ballet”. 《BBC》. BBC.co.uk. 2009년 2월 20일에 확인함.
41. ↑  IGA (2009년 1월 13일). “"The Fame Ball" U.S. Tour!”. 《인터스코프》. 2009년 5월 6일에 원본 문서에서 보존된 문서. 2009년 1월 14일에 확인함.
42. ↑  도나 매콘 (2009년 3월 13일). “Bubble wrap! Lady GaGa swaps her leotard for a clear plastic  dreamcoat”. 《Dailymail.co.uk》. Associated Newspapers Ltd. 2009년 4월 6일에 확인함.
43. ↑  “Lady GaGa Announces Dates For "The Fame Ball" Tour”. 《Universal Music Group》. Universal Music. 2009년 1월 12일. 2011년 7월 17일에 원본 문서에서 보존된 문서. 2009년 1월 14일에 확인함.
44. ↑  카일리 노서버 (2009년 5월 27일). “Fans go gaga as the Lady upstages the Dolls”. 《Theage.com.au》. Fairfax Digital. 2009년 5월 27일에 확인함.
45. ↑  캐머런 애덤스 (2009년 5월 26일). “Lady Gaga upstages Pussycat Dolls at Rod Laver Arena”. 《News.com.au》. Herald. 2012년 12월 11일에 원본 문서에서 보존된 문서. 2009년 6월 16일에 확인함.
46. ↑  브라이언 하이엇 (2009년 5월 27일). “The Rise of Lady Gaga”. 《롤링 스톤》. 2009년 5월 31일에 원본 문서에서 보존된 문서. 2009년 6월 2일에 확인함.
47. ↑  Press, Release (2009년 10월 8일). “Lady Gaga Returns With 8 New Songs on 'The Fame Monster'”. PR Newswire. 2009년 10월 11일에 원본 문서에서 보존된 문서. 2009년 10월 9일에 확인함.
48. ↑  “Lady Gaga – Bad Romance – World Charts(레이디 가가 - Bad Romance - 월드 차트)”. acharts.us. 2010년 4월 17일에 확인함.
49. ↑  “Lady Gaga – Telephone ft. Beyoncé – World Charts”. 2009년 1월 8일. 이름 목록에서 |이름1=이(가) 있지만 |성1=이(가) 없음 (도움말)
50. ↑  “만나면 뜬다…레이디 가가ㆍ비욘세”. 포커스신문사저자=이솔. 2010년 3월 15일. 2011년 11월 21일에 원본 문서에서 보존된 문서.
51. ↑  realpaper7@newsis.com (2010년 2월 17일). “레이디 가가, 브릿어워드 3관왕”. 뉴시스.
52. ↑  제임스 딘 (2010년 11월 9일). “Lady Gaga Says Born This Way Will Be 'Greatest Album Of This Decade'”. MTV. 2010년 12월 25일에 원본 문서에서 보존된 문서. 2010년 11월 30일에 확인함.
53. ↑  Vena, Jocelyn} (2010년 11월 18일). “Lady Gaga's Born This Way Will 'Grab All The Monsters,' Akon Says” (영어). MTV. 2010년 12월 2일에 확인함.
54. ↑  애덤 마커비츠 (2011년 5월 25일). “Lady Gaga's 'Born This Way'”. 《엔터테인먼트 위클리》. 2011년 5월 25일에 원본 문서에서 보존된 문서. 2011년 10월 29일에 확인함.
55. ↑  샐 싱케마니 (2011년 5월 21일). “Lady Gaga: Born This Way | Music Review” (영어). 슬랜트 매거진. 2011년 10월 29일에 확인함.
56. ↑  제임스 몽고메리 (2011년 6월 2일). “Lady Gaga Crashes Billboard With 1.1 Million” (영어). MTV. 2012년 11월 13일에 원본 문서에서 보존된 문서. 2011년 6월 2일에 확인함.
57. ↑  IBTimes Staff Reporter (2011년 10월 5일). “Lady Gaga Biopic: 5 Stars Who Could Play the Role”. 《International Business Times》 (영어). 2012년 2월 12일에 확인함.
58. ↑  “Music's Top 40 Money Makers 2012” (영어). 빌보드. 2012년 3월 9일에 확인함.
59. ↑  “레이디가가 누에고치 퍼포먼스와 함께 신곡 '본 디스 웨이' 발표”. 한경닷컴but뉴스. 2013년 8월 17일. 2011년 2월 14일에 확인함.
60. ↑  게리 트러스트 (2011년 2월 16일). “Lady Gaga Claims 1,000th Hot 100 No. 1 with 'Born This Way'”. 《빌보드》 (영어) (billboard.com, Prometheus Global Media). 2011년 2월 16일에 확인함.
61. ↑  질 코프먼 (2011년 2월 18일). “Lady Gaga's 'Born This Way' Is Fastest-Selling Single In iTunes History” (영어). MTV. 2011년 2월 21일에 원본 문서에서 보존된 문서. 2011년 2월 18일에 확인함.
62. ↑  “IFPI Digital Music Report 2012” (PDF) (영어). 국제음반산업협회. 2012년 1월 23일. 2012년 10월 30일에 원본 문서 (PDF)에서 보존된 문서. 2012년 1월 24일에 확인함.
  - Trust, Gary (2011년 10월 7일). “Ask Billboard: J. Cole Helps Bring R&B/Hip-Hop Back To No. 1”. 《빌보드》 (영어). 2012년 2월 1일에 확인함.
  - 폴 그라인 (2011년 7월 6일). “Week Ending July 3, 2011. Songs: Sons Of A Legend” (영어). Yahoo! music. 2011년 7월 11일에 원본 문서에서 보존된 문서. 2011년 7월 11일에 확인함.
63. ↑  제임스 몽고메리 (2011년 2월 28일). “Lady Gaga's 'Born This Way' Video: A Pop-Culture Cheat Sheet” (영어). MTV (MTV Networks). 2011년 3월 17일에 원본 문서에서 보존된 문서. 2011년 10월 29일에 확인함.
64. ↑  Montgomery, James (2011년 2월 28일). “Lady Gaga's 'Born This Way' Video Premieres” (영어). MTV (MTV Networks). 2011년 3월 2일에 원본 문서에서 보존된 문서. 2011년 10월 29일에 확인함.
65. ↑  로레나 오닐 (2011년 4월 8일). “Catholic League On Gaga's 'Judas': 'If She Had More Talent, We'd Be More Offended'” (영어). 할리우드 라이프. 2012년 7월 28일에 원본 문서에서 보존된 문서. 2011년 6월 3일에 확인함.
  - 필립 폭스 로즈 (2011년 5월 6일). “Lady Gaga's Judas video: sacrilege or sacred art?”. 《워싱턴 포스트》 (영어). 2012년 11월 12일에 원본 문서에서 보존된 문서. 2011년 10월 29일에 확인함.
  - 트리스 매콜 (2011년 5월 5일). “Lady Gaga 'Judas' video debuts: Is it as blasphemous as they say?”. 《The Star-Ledger》 (영어). 2011년 10월 29일에 확인함.
66. ↑  Corner, Nick (2011년 5월 11일). “Lady Gaga Makes Edge Of Glory Official Single?”. Digital Spy. 2015년 6월 27일에 원본 문서에서 보존된 문서. 2011년 10월 29일에 확인함.
67. ↑  Young, Eleanor (2011년 6월 17일). “FIRST LOOK! LADY GAGA'S EDGE OF GLORY VIDEO”. 《Marie Carie》. 2012년 2월 1일에 확인함.
68. ↑  매슈 퍼페튜아 (2011년 9월 16일). “Video: 'Yo and I' | Rolling Stone”. 《Rolling Stone》. 2012년 3월 2일에 원본 문서에서 보존된 문서. 2012년 2월 1일에 확인함.
  - Perpetua, Matthew (2011년 12월 2일). “Video: 'Marry the Night' | Rolling Stone”. 《Rolling Stone》. 2012년 2월 7일에 원본 문서에서 보존된 문서. 2012년 2월 1일에 확인함.
  - 로비 도 (2011년 12월 12일). “Lady Gaga's "Marry The Night": Will Facebook Campaign Help It Chart Better?”. 《Idolator》. 2012년 6월 13일에 확인함.
69. ↑  “Adele PPL's top artist of 2011” (영어).
70. ↑  조슬린 비나 (2011년 9월 14일). “Lady Gaga Is 'The Biggest,' Tony Bennett Says”. MTV (MTV Networks). 2012년 11월 13일에 원본 문서에서 보존된 문서. 2011년 9월 21일에 확인함.
71. ↑  “Lady Gaga preserves 'massive', 'beautiful' hit for duet with Cher”. 《타임스 오브 인디아》. 2011년 9월 20일. 2011년 9월 21일에 확인함.
72. ↑  모니카 에라라 (2011년 1월 28일). “Lady Gaga, Elton John Duet Won't Appear On Film Soundtrack”. 《Billboard》. 2011년 2월 4일에 확인함.
73. ↑  숀 마이클스 (2010년 10월 25일). “Elton John and Lady Gaga record duet”. 《The Guardian》. London. 2010년 12월 15일에 확인함.
74. ↑  Lady Gaga (2011년 5월 30일). 《The Kyle & Jackie O Show》 (FM radio broadcast) (Radio interview). (인터뷰).  “The Kyle & Jackie O Show”. 104.1FM. 시드니. 2011년 5월 30일에 확인함.
75. ↑  마이크 므르키치 (2011년 5월 30일). “Gaga confirms Oz visit”. 《시드니 스타 옵서버》. 2011년 5월 30일에 확인함.
76. ↑  매슈 퍼페튜아 (2011년 10월 17일). “Lady Gaga, Bono Rock For Clinton Foundation”. 《Rolling Stone》. 2016년 1월 28일에 원본 문서에서 보존된 문서. 2011년 10월 21일에 확인함.
77. ↑  A Very Gaga Thanksgiving audience numbers and commercial reception:
  - 켄 터커 (2011년 11월 25일). “'A Very Gaga Thanksgiving' review: Singing and talking turkey with Gaga, 'America's Picasso'”. 《엔터테인먼트 위클리》. Time Inc. 2011년 12월 28일에 확인함.
  - 해들리 프리먼 (2011년 11월 25일). “Lady Gaga goes mainstream with a twist on Thanksgiving TV special”. 《The Guardian》. 2011년 12월 28일에 확인함.
  - 빌 고먼 (2011년 11월 25일). “'A Very Gaga Thanksgiving' Ranks No. 1 And Improves Its Slot By Wide Margins”. 《TV by the Numbers》. 2012년 11월 9일에 원본 문서에서 보존된 문서. 2011년 12월 28일에 확인함.
  - 데이비드 그린월드 (2011년 11월 23일). “Lady Gaga Releases Holiday EP”. 《Billboard》. 2011년 12월 28일에 확인함.
78. ↑  Barnes, Marcus (2011년 6월 20일). “Now Lady Gaga 'gives birth' on stage: Outrageous singer releases gold liquid while her legs are placed in stirrups during SNL performance”. 《데일리 메일》 (영어). 2012년 2월 1일에 확인함.
79. ↑  “Lady Gaga On 'The Simpsons' Finale: Pop Icon Comes To Springfield To Cheer Up Lisa”. 허핑턴 포스트. 2012년 5월 20일에 확인함.
80. ↑  “Lady Gaga To Launch LADY GAGA FAME, The First Fragrance From Haus Laboratories”. 《PR Newswire》. Coty, Inc. 2012년 6월 14일. 2012년 7월 9일에 확인함.
81. ↑  “'It's just a kiss away! Jagger and Gaga go head-to-head on Gimme Shelter as The Rolling Stones bow out in New Jersey”. 《데일리 메일》 (영어). Associated Newspapers. 2012년 12월 29일에 확인함.
82. ↑  레이 워델 (2012년 2월 8일). “Exclusive Info: Lady Gaga's 'Born This Way Ball' Tour to Hit Asia, Europe, Latin America This Year; North America in 2013”. Billboard.biz. 2016년 8월 13일에 원본 문서에서 보존된 문서. 2012년 6월 24일에 확인함.
83. ↑  “'Vulgar' Lady Gaga refused entry by Indonesia for sold-out show”. 《The Daily Telegraph》.
84. ↑  BBC TEAM. “Lady Gaga tour starts in Seoul with adults-only concert”. BBC News. 2012년 5월 25일에 확인함.
85. ↑  “Lady Gaga cancels Indonesia show after threat from Muslim extremists”. 2012년 5월 27일.
86. ↑  이지예 (2013년 2월 14일). “레이디 가가, 엉덩이 부상으로 투어 공연 취소”. 뉴스1. 2013년 11월 30일에 확인함.
87. ↑  “Lady Gaga says she's had hip surgery”. 《USA Today》. Gannett Company. 2015년 7월 1일에 원본 문서에서 보존된 문서. 2013년 2월 21일에 확인함.
88. ↑  닉 콥시 (2012년 8월 5일). “Lady GaGa's new album to be called 'ARTPOP'” (영어). 디지털 스파이. 2013년 10월 14일에 원본 문서에서 보존된 문서. 2012년 8월 6일에 확인함.
89. ↑  조슬린 비나 (2011년 6월 13일). “Lady Gaga Says Next Album Is 'Beginning To Flourish'”. 《MTV 뉴스》 (영어). Viacom International Inc. 2013년 10월 12일에 원본 문서에서 보존된 문서. 2012년 1월 2일에 확인함.
90. ↑  조슬린 비나 (2011년 11월 18일). “Lady Gaga 'Doing Prep' For Tour, Next Album”. 《MTV News》 (영어). Viacom International Inc. 2013년 10월 12일에 원본 문서에서 보존된 문서. 2012년 1월 2일에 확인함.
91. ↑  “Lady Gaga's manager promises singer will deliver an 'insane' third album” (영어). NME. 2012년 5월 31일에 확인함.
92. ↑  조슬린 비나 (2013년 9월 18일). “Lady Gaga's ARTPOP Isn't An Album, But 'A Night At The Club'” (영어). MTV News. Viacom. 2013년 10월 21일에 원본 문서에서 보존된 문서. 2013년 10월 17일에 확인함.
93. ↑  게오르그 설러이 (2012년 12월 25일). “Lady Gaga Announces Documentary About Her Life, Creation of New Album”. 《할리우드 리포터》 (영어). 프로메테우스 글로벌 미디어. 2012년 12월 29일에 확인함.
94. ↑  조슬린 비나 (2013년 7월 31일). “Lady Gaga Reveals Juicy ARTPOP Details” (영어). MTV News. Viacom. 2013년 10월 21일에 원본 문서에서 보존된 문서. 2013년 10월 17일에 확인함.
95. ↑  키스 콜필드 (2013년 11월 20일). “Lady Gaga Scores Second No. 1 Album With 'ARTPOP'”. 《빌보드》 (영어). 프로메테우스 글로벌 미디어. 2013년 11월 20일에 확인함.
96. ↑  “ARTPOP Reviews” (영어). 메타크리틱. CBS Interactive. 2011년 11월 30일에 확인함.
97. ↑  키스 콜필드 (2013년 8월 21일). “Robin Thicke Leads Hot 100, Katy Perry Holds At No. 2”. 《Billboard》 (Prometheus Global Media). 2013년 10월 17일에 확인함.
98. ↑  “2013년 8월 24일 Top 40 Official Singles Chart UK Archive”. Official Charts Company. 2013년 10월 17일에 확인함.
99. ↑  제이슨 립슐츠 (2013년 10월 22일). “Lady Gaga: R. Kelly Duet 'Do What U Want' Is Now 'ARTPOP's' Second Single”. 《Billboard》 (Prometheus Global Media). 2013년 10월 22일에 확인함.
100. ↑  제이다 리베라 (2013년 11월 5일). “Lady Gaga, longtime manager Troy Carter split over 'creative differences': report” (영어). NEW YORK DAILY NEWS. 2013년 11월 6일에 확인함.
101. ↑  애덤 치트우드 (2013년 1월 15일). “Machete Kills Set for Release on September 13, 2013” (영어). Collider.com. 2013년 1월 17일에 원본 문서에서 보존된 문서. 2013년 1월 15일에 확인함.
102. ↑  “Machete Kills (2013)”. Rotten Tomatoes. 2013년 11월 30일에 확인함.
103. ↑  짐 바이보다 (2013년 10월 13일). “Machete Kills Flops at the Box Office” (영어). IGN. 2013년 11월 30일에 확인함.
104. ↑  “Grown Ups 2 Leads Razzie Nominations - Today's News: Our Take” (영어). TVGuide.com. 2014년 1월 15일. 2014년 2월 1일에 확인함.
105. ↑  제이다 리베라 (2013년 11월 17일). “Lady Gaga hosts 'Saturday Night Live,' plays future self without fame or applause” (영어). NY Daily News.
106. ↑  Messer, Lesley. “Lady Gaga Teams Up With the Muppets and Adorable Photos Result” (영어). ABC News. 2013년 10월 17일에 확인함.
107. ↑  조슬린 비나 (2013년 8월 29일). “Lady Gaga 'Nailed It' In 'Sin City' Sequel, Joseph Gordon-Levitt Reveals”. MTV News. 2013년 9월 1일에 원본 문서에서 보존된 문서. 2013년 8월 29일에 확인함.
108. ↑  “Lady Gaga to record jazz album with Tony Bennett”. 《NME》. IPC Media. 2013년 2월 28일. 2013년 3월 9일에 확인함.
109. ↑  토니 사우로. “Iconic Tony Bennett brings tour to Hope”. Recordnet.com. 2015년 6월 27일에 원본 문서에서 보존된 문서. 2013년 11월 2일에 확인함.
110. ↑  레슬리 새비지 (2013년 11월 6일). “Lady Gaga to perform in space (no, really!)”. CBS News. 2013년 11월 6일에 확인함.
111. ↑  “Lady Gaga liberated through reinvention”. 《The Times of India》. 2011년 9월 8일. 2012년 10월 25일에 원본 문서에서 보존된 문서. 2011년 11월 27일에 확인함.
112. ↑  Chatterjee Shukla, Ishani (2010년 11월 18일). “Lady Gaga's biography”. 《Buzzle》 (California: Buzzle.com, intelligent life on the web). 2010년 11월 23일에 원본 문서에서 보존된 문서. 2011년 2월 16일에 확인함.
113. ↑  “Ranking the Voices of 10 Women in Pop”. 《Bark Bite》. 2011년 6월 1일. 2012년 2월 7일에 원본 문서에서 보존된 문서. 2011년 11월 27일에 확인함.
114. ↑  Sciarretto, Amy (2010년 10월 21일). “Lady Gaga Doesn't Lip Sync”. 《Artist Direct》. 2011년 2월 1일에 원본 문서에서 보존된 문서. 2011년 11월 27일에 확인함.
115. ↑  로버트 콥시 (2011년 2월 10일). “Lady GaGa announces next single title”. 《Digital Spy》. 2011년 11월 27일에 확인함.
116. ↑  크리스틴 블로벨트 (2011년 2월 23일). “Lady Gaga talks early struggles, denies lip-synching, shouts-out Liza Minnelli and Marisa Tomei at Madison Square Garden”. 《엔터테인먼트 위클리》. 2011년 11월 27일에 확인함.
117. ↑  에번 소디 (2009년 1월 12일). “Lady GaGa The Fame”. PopMatters. 2009년 4월 30일에 확인함.
118. ↑  라이언 러브 (11년 3월 23일). “Lady GaGa: 'LP shows songwriting ability'”. 《Digital Spy》. 2011년 11월 27일에 확인함.
119. 1 2  “Lady Gaga: Album Guide”. 《Rolling Stone》. 2013년 11월 27일에 원본 문서에서 보존된 문서. 2011년 11월 27일에 확인함.
120. ↑  롭 셰필드 (2011년 5월 20일). “Lady Gaga, 'Born This Way'”. 《Rolling Stone》. 2013년 11월 27일에 원본 문서에서 보존된 문서. 2011년 11월 27일에 확인함.
121. ↑  Petridis, Alexis (2009년 1월 3일). “Lady Gaga: The Fame”. 《The Guardian》 (London). 2010년 5월 6일에 확인함.
122. ↑  세라 하이바게리 (2008년 12월 14일). “Lady GaGa: the future of pop?”. 《The Sunday Times》 (런던). 2011년 8월 27일에 원본 문서에서 보존된 문서. 2009년 8월 9일에 확인함.
123. ↑  세라 로드먼 (2008년 10월 27일). “Lady Gaga”. 《보스턴 글로브》. 2009년 8월 9일에 확인함. |보존url=이 잘못됨: timestamp (도움말)
124. ↑  사이먼 레이놀즈 (2010년 1월 22일). “The 1980s revival that lasted an entire decade”. 《The Guardian》 (런던). 2010년 1월 22일에 확인함.
125. 1 2  프리 브리트니 (2011년 5월 10일). “Lady Gaga: Just a Normal, Family-Oriented Girl”. 《할리우드 가십》 (영어). 2011년 11월 26일에 확인함. |보존url=이 잘못됨: timestamp (도움말)
126. ↑  Rap, Up (2012년 3월 19일). “Lady Gaga on Whitney Houston: ‘she’s the greatest of all time’”. 《Rap-Up》. 2012년 3월 19일에 확인함.
127. 1 2  Van Meter, Jonathan (2011년 2월 10일). “Lady Gaga: Our Lady of Pop”. 《Vogue》. 2011년 5월 12일에 원본 문서에서 보존된 문서. 2011년 11월 26일에 확인함.
128. ↑  나오미 레이니 (2011년 2월 19일). “Lady GaGa: 'My aunt lives through me'”. 《Digital Spy》. 2012년 10월 24일에 원본 문서에서 보존된 문서. 2011년 11월 27일에 확인함.
129. ↑  “I have two hearts, two souls: Lady Gaga”. 《The Times of India》. 2011년 2월 19일. 2012년 7월 18일에 원본 문서에서 보존된 문서. 2011년 11월 27일에 확인함.
130. ↑  Birchmeier, Jason (2008년 4월 20일). “Lady Gaga”. AllMusic. 2010년 10월 21일에 [(영어) https://www.allmusic.com/artist/lady-gaga-p1055684 원본 문서] |url= 값 확인 필요 (도움말)에서 보존된 문서. 2010년 1월 3일에 확인함.
131. 1 2 3  존 딩월 (2009년 11월 27일). “The Fear Factor; Lady Gaga used tough times as inspiration for her new album”. 《데일리 레코드》. 48–49면. 2010년 5월 6일에 확인함.
132. ↑  Petridis, Alexis (2010년 9월 9일). “Lady Gaga's direct line to Andy Warhol”. 《The Guardian》. 2011년 11월 27일에 확인함.
  - Still, Jennifer (2011년 5월 20일). “Lady GaGa: 'I was inspired by musical theatre'”. 《Digital Spy》. 2012년 11월 11일에 원본 문서에서 보존된 문서. 2011년 11월 27일에 확인함.
133. ↑  그레임 톰슨 (2009년 9월 6일). “Soundtrack of my life: Lady Gaga”. 《The Guardian》 (런던). 2010년 5월 6일에 확인함.
134. ↑  “Madonna Talks Divorce, Lady Gaga & Being A 'Geek' In High School”. 《Access Hollywood》. 2009년 10월 14일. 2011년 11월 27일에 확인함.
135. ↑  THR staff (2011년 2월 15일). “Lady Gaga: Madonna Approves 'Born This Way'”. 《Rolling Stone》. 2011년 7월 27일에 확인함.
136. ↑  Musical influences of Lady Gaga:
  - Reporter, Staff (2010년 2월 10일). “Britney Spears/Lady Gaga collaboration in the works”. 《The Sun》 (Pop Crunch). 2010년 7월 28일에 원본 문서에서 보존된 문서. 2010년 6월 20일에 확인함. 다음 글자 무시됨: ‘location런던’ (도움말)
  - “Lady Gaga: I can't wait to come to India”. IBN Live. 2011년 4월 21일. 2011년 8월 12일에 원본 문서에서 보존된 문서. 2011년 5월 27일에 확인함.
  - Symonds, Alexandra (2009년 7월 10일). “Lady GaGa: "Grace Jones, Androgynous, Robo, Future Fashion Queen"”. 《Prefix》. 2009년 8월 16일에 원본 문서에서 보존된 문서. 2009년 7월 11일에 확인함.
  - Tann, Remmy (2011년 7월 11일). “I was born this way: Lady Gaga”. Yahoo!. 2011년 7월 11일에 확인함.
  - Smith, Liz (2009년 10월 25일). “Debbie Harry Would Love To Perform With Lady Gaga”. 《Evening Standard》. 2011년 9월 3일에 원본 문서에서 보존된 문서. 2009년 10월 30일에 확인함.
  - Gallo, Phil (2011년 5월 18일). “Lady Gaga Reflects on Springsteen Influence for 'Inside the Outside' Doc”. 《Billboard》. 2011년 11월 26일에 확인함.
  - Dingwall, John (2011년 4월 24일). “It's so exciting to know we influenced Lady Gaga, admits Jake Shears of Scissor Sisters”. 《Daily Record》. 2011년 11월 26일에 확인함.
  - Slomowicz, DJ Ron. “Lady Gaga Interview – Interview with Lady Gaga”. 《About.com》. 2011년 11월 26일에 확인함. |보존url=이 잘못됨: timestamp (도움말)
  - Van Meter, Jonathan (2011년 2월 10일). “Lady Gaga: Our Lady of Pop”. 《Vogue》. 2011년 5월 12일에 원본 문서에서 보존된 문서. 2011년 11월 26일에 확인함.
137. ↑  “Lady GaGa: I don't have time for dating”. 《Now》. 2009년 2월 9일. 2012년 5월 17일에 확인함.
138. ↑  “Britney Spears Accepts Video Vanguard VMA – And A Kiss From Lady Gaga”. MTV. MTV Networks. 2011년 8월 28일. 2011년 8월 30일에 원본 문서에서 보존된 문서. 2012년 3월 6일에 확인함.
139. 1 2  Dresdale, Andrea (2011년 9월 26일). “Lady Gaga Says Cher's Outfits Inspired Her Own Crazy Style”. 《ABC》. 2013년 10월 17일에 원본 문서에서 보존된 문서. 2011년 11월 27일에 확인함.
140. ↑  Magsaysay, Melissa (2009년 1월 29일). “Is Lady Gaga Donatella Versace's doppelganger?”. 《로스앤젤레스 타임즈》 (영어). 2009년 1월 30일에 확인함.
141. ↑  Moran, Caitlin (2010년 5월 23일). “Come party with Lady Gaga”. 《The Times》. 2011년 8월 9일에 원본 문서에서 보존된 문서. 2010년 5월 24일에 확인함.
142. ↑  캐시 가르시아 (2009년 3월 8일). “Lady Gaga Burning Up Album Charts”. 《코리아타임스》 (한국일보). 2009년 3월 10일에 확인함.
143. ↑  Abraham, Tamara (2011년 3월 3일). “Facing the muse: 'Nervous' Lady Gaga does Nicola Formichetti proud in modelling debut on Thierry Mugler catwalk”. 《Daily Mail》. 2012년 1월 27일에 확인함.
144. ↑  Vena, Jocelyn (2011년 5월 13일). “Lady Gaga Talks About Fashion Obsession In V Magazine”. MTV. 2012년 10월 22일에 원본 문서에서 보존된 문서. 2011년 5월 13일에 확인함.
145. ↑  Silva, Horatio (2010년 3월 4일). “The World According to Gaga”. 《The New York Times》. 2010년 4월 25일에 확인함.
146. ↑  Geier, Thom (2009년 12월 11일). “The 100 Greatest Movies.. Trends That Entertained Us Over The Past 10 Years”. 《엔터테인먼트 위클리》. 1079/1080 (74): 84. ISSN 1049-0434.
147. ↑  “CFDA Awards 2011: Lady Gaga, Marc Jacobs & Proenza Schouler Take Top Honors (PHOTOS, POLL)”. 《The 허핑턴 포스트》. 2011년 6월 7일. 2012년 1월 27일에 확인함.
148. ↑  “All-TIME 100 Fashion Icons”. 2013년 7월 5일에 확인함. |보존url=이 잘못됨: timestamp (도움말)
149. ↑  Harris, Chris (2008년 12월 9일). “Lady GaGa Brings Her Artistic Vision Of Pop Music To New Album -- And A New Kids Song”. 《MTV》 (영어). MTV Networks Entertainment Group. 2009년 8월 11일에 원본 문서에서 보존된 문서. 2009년 1월 8일에 확인함.
150. ↑  김영현 (2009년 2월 23일). “레이디 가가 "난 의상위해 음악 만든다"”. 연합뉴스. 2009년 6월 15일에 확인함.
151. 1 2 3  Reporter, Daily Mail (2009년 2월 3일). “So who copied who? Lookalikes Lady GaGa and Christina Aguilera embroiled in style row”. 《Daily Mail》. 2009년 2월 6일에 확인함.
152. ↑  “GaGa: I'm thankful for Christina”. OK!. 2008년 12월 31일. 2009년 1월 8일에 확인함.
153. ↑  Hiatt, Brian (May 2009). “The Rise of Lady Gaga”. 《롤링 스톤》 (영어) (New York: Real Media).
154. ↑  “‘기부 천사’ 레이디가가, 150억 원대 대저택 구입 ‘취향 역시 독특해~’”. 아이비타임즈. 2010년 12월 24일. 2010년 12월 5일에 원본 문서에서 보존된 문서. 2011년 2월 11일에 확인함.
155. ↑  채치훈 (2010년 12월 7일). “레이디 가가를 '죽음'에서 구해낸 갑부는?”. 유코피아. 2013년 9월 21일에 원본 문서에서 보존된 문서. 2011년 2월 11일에 확인함.
156. ↑  이청원 (2010년 4월 12일). “팝스타 레이디 가가, 에이즈 퇴치에 나선 이유?”. 폴리뉴스. 2011년 11월 21일에 원본 문서에서 보존된 문서. 2011년 2월 11일에 확인함.
157. ↑  김유경 (2010년 3월 2일). “역시! 레이디 가가, AIDS 캠페인 립스틱 불티나게 판매”. 뉴스엔. 2011년 2월 11일에 확인함.
158. 1 2  이현경 (2011년 1월 6일). “"사회 지도층의 의무"…레이디 가가, 2010년 자선활동 1위”. 스포츠서울신문. 2011년 1월 18일에 원본 문서에서 보존된 문서. 2011년 2월 11일에 확인함.
159. ↑  채치훈 (2011년 3월 13일). “레이디 가가, 일본 위해 팔찌 디자인”. 유코피아. 2013년 10월 29일에 원본 문서에서 보존된 문서. 2011년 3월 13일에 확인함.
160. ↑  김성한 (2011년 3월 19일). “레이디 가가, 일본 구호 팔찌 이틀만에 3억 모금”. 스포츠한국. 2011년 3월 22일에 확인함.
161. ↑  Thomas, Matt (2009년 7월 9일). “Going Gaga”. 《패드》 (영어) (핑크 트라이앵글 프레스). 2011년 2월 26일에 원본 문서에서 보존된 문서. 2009년 8월 11일에 확인함.
162. ↑  Vena, Jocelyn (2009년 5월 7일). “Lady Gaga On Success: 'The Turning Point For Me Was The Gay Community'”. 《MTV》 (MTV Networks). 2010년 8월 10일에 원본 문서에서 보존된 문서. 2009년 8월 11일에 확인함.
163. ↑  강명석, 이지혜 (2009년 6월 3일). “레이디 가가│대체 레이디 가가가 누구야?”. 10아시아. 2011년 2월 11일에 확인함.[깨진 링크(과거 내용 찾기)]
164. ↑  이진수 (2009년 12월 12일). “레이디 가가는 레즈비언?│대체 레이디 가가가 누구야?”. 아시아경제. 2011년 2월 16일에 확인함.
165. ↑  장영지 (2009년 10월 12일). “레이디 가가, “동성애자들에게 평등권을” 행사에 참가”. 정경뉴스. 2011년 2월 11일에 확인함.
166. 1 2  뉴스팀 (2010년 9월 21일). “레이디가가, ‘묻지마’ 軍정책 반대집회서 연설”. 서울신문NTN. 2011년 2월 11일에 확인함.[깨진 링크(과거 내용 찾기)]
167. ↑  김도희 (2011년 2월 20일). “팝 디바 스피어스, 동성애자들에 최고 인기”. 한국일보. 2013년 9월 21일에 원본 문서에서 보존된 문서. 2011년 2월 23일에 확인함.
168. ↑  오애리 (2010년 3월 15일). “동성애·살인… 레이디 가가 뮤직비디오 파문”. munhwa.com. 2011년 2월 16일에 확인함.
169. 1 2  “Lady Gaga To Receive First-Ever Contemporary Icon Award”. 《Songwriters Hall of Fame》 (영어). 2015년 4월 23일. 2015년 5월 5일에 원본 문서에서 보존된 문서. 2015년 4월 24일에 확인함.
170. ↑  “Lady Gaga and Manager Bobby Campbell Join Artist Nation (Exclusive)”. 《Billboard》 (영어). 2014년 6월 11일. 2014년 6월 11일에 확인함.
171. ↑  McKenzie, Ana (2009년 5월 6일). “For Lady Gaga, style, talent have powered rise to fame”. 《The Daily Texan》. College Media Journal. 2009년 5월 28일에 확인함.
172. ↑  “Lady GaGa Inspires Sales Surge for Big Pants”. 《Mirror.co.uk》. MGN Ltd. 2009년 5월 30일. 2009년 6월 4일에 확인함.
173. ↑  고경민 기자 (2010년 9월 13일). “레이디가가, VMA 2010 생고기 드레스 패션 ‘파격의 ‘격’이 달라’”. 뉴스엔. 2010년 11월 6일에 확인함.
174. ↑  임소라 (2010년 12월 17일). “NYT 올해의 아이디어…레이디 가가 '생고기 드레스'”. 매일경제 TV. 2010년 12월 20일에 확인함.
175. ↑  “레이디 가가 생고기 드레스, 美 로큰롤 명예의 전당에 전시”. 티브이데일리저자 =전소희. 2011년 6월 17일. 2013년 9월 21일에 원본 문서에서 보존된 문서. 2011년 8월 31일에 확인함.
176. ↑  Molanphy, Chris (2011년 6월 29일). “Introducing the Queen of Pop”. 《롤링 스톤》 (영어). 2011년 11월 27일에 확인함.
177. ↑  한지윤 기자 (2010년 11월 4일). “美 대학 ‘사회학으로 바라본 레이디 가가’ 강의 개설”. 뉴스엔. 2010년 11월 6일에 확인함.
178. ↑  Vena, Jocelyn (2010년 10월 30일). “US College Offering Lady GaGa Degree” (영어). MTV Networks. 2010년 11월 19일에 원본 문서에서 보존된 문서. 2010년 11월 3일에 확인함.
  - Deflem, Mathieu. “SOCY 398D – Lady Gaga and the Sociology of the Fame” (영어). 사우스캐롤라이나대학. 2011년 9월 3일에 원본 문서에서 보존된 문서. 2010년 3월 11일에 확인함.
  - Katharine Q. Seelye (2010년 10월 28일). “Beyond ABCs of Lady Gaga to the Sociology of Fame”. 《뉴욕 타임스》 (영어).
179. ↑  백지현 기자 (2010년 4월 30일). “김연아-비 ‘타임 영향력있는 100인’ 레이디가가 꺾고 3, 4위 확정”. 뉴스엔.
180. ↑  “레이디가가 페이스북 팬, 오바마 앞질러”. 연합 뉴스. 2010년 7월 2일.
181. ↑  채치훈 (2012년 3월 8일). “‘트위터 퀸’ 레이디 가가, 2,000만 팔로워 돌파 ‘신기록’”. 유코피아. 2013년 9월 21일에 원본 문서에서 보존된 문서. 2012년 4월 3일에 확인함.
182. ↑  오세희 인턴 기자 (2010년 10월 26일). “"유튜브의 여왕"…레이디 가가, 사상 최초 조회수 10억명 돌파”. 스포츠서울 연예. 2013년 9월 21일에 원본 문서에서 보존된 문서. 2010년 11월 6일에 확인함.
183. ↑  고경석 기자 (2010년 12월 13일). “레이디 가가, 美빌보드 선정 2010년 최고의 가수”. 스포츠투데이. 2010년 12월 13일에 확인함.